# Liste der denkmalgeschützten Objekte in Enns
Die Liste der denkmalgeschützten Objekte in Enns enthält die 175 denkmalgeschützten, unbeweglichen Objekte der Gemeinde Enns in Oberösterreich (Bezirk Linz-Land).

## Denkmäler
| Foto |                 | Denkmal | Standort                                                 | Beschreibung | Metadaten |
| ---- | --------------- | --- | -------------------------------------------------------- | --- | --- |
| ja   | Datei hochladen | Figurenbildstock hl. Johannes Nepomuk HERIS-ID: 101185 Objekt-ID: 117499                                                                   | bei Alter Schmidberg 2 Standort KG: Enns                 | Diese Statue des hl. Nepomuk stand am Kirchenplatz und musste dem Kriegerdenkmal von Enns weichen. Die Familie Hohenlohe ließ das Standbild restaurieren und stellte es in der Nähe der Stiege, die die Linzerstraße mit dem Bahnweg verbindet, auf. Die Statue trägt das übliche Kreuz und eine Märtyrerpalme. Sie hat nun auch wieder den Sternenkranz und eine Überdachung. | BDA-Hist.: Q37786869 Status: § 2a Stand der BDA-Liste: 2025-06-30 Name: Figurenbildstock hl. Johannes Nepomuk GstNr.: 1310/2 John of Nepomuk Alter Schmidberg (Enns) |
| ja   | Datei hochladen | Pfarrcaritas-Kindergarten HERIS-ID: 52096 Objekt-ID: 58255                                                                                 | Alter Schmidberg 6 Standort KG: Enns                     | | BDA-Hist.: Q38049180 Status: § 2a Stand der BDA-Liste: 2025-06-30 Name: Pfarrcaritas-Kindergarten GstNr.: .375 Alter Schmiedberg 6 Kindergarten (Enns) |
| ja   | Datei hochladen | Handwerkerhaus, Hafnerhaus HERIS-ID: 80947 Objekt-ID: 94704                                                                                | Alter Schmidberg 10 Standort KG: Enns                    | → Hauptartikel : Hafnerhaus (Enns) f1 | BDA-Hist.: Q38174819 Status: § 57-Mandatsbescheid Stand der BDA-Liste: 2025-06-30 Name: Handwerkerhaus, Hafnerhaus GstNr.: .379 Alter Schmiedberg 10 Hafnerhaus |
| ja   | Datei hochladen | Figurenbildstock hl. Johannes Nepomuk HERIS-ID: 73952 Objekt-ID: 87336                                                                     | gegenüber Am Damm / Ennslände Standort KG: Enns          | Die Statue des hl. Nepomuk ist aus Sandstein und steht auf einem Sockel aus Granit. Im Gegensatz zu vielen anderen Darstellungen des Heiligen hat sie keinen Sternenkranz und trägt kein Birett. Die Marmortafel auf der Vorderseite nennt als Erbauer die Stadt Enns und den Grund der Errichtung. Diese Erinnerung an den Erbfolgekrieg wurde nach 1741 errichtet und schon mehrmals versetzt. Kainzbauer nennt 1977 als Standort nach der vierten Versetzung eine Fläche vor dem Bezirksaltenheim in der Eichbergstraße (KG Enns, GstNr 1311/2). Derzeit (2013) befindet sich das Denkmal auf dem Damm nahe der Ennsbrücke (KG Enns, GstNr. 1270/2). | BDA-Hist.: Q38133733 Status: § 2a Stand der BDA-Liste: 2025-06-30 Name: Figurenbildstock hl. Johannes Nepomuk GstNr.: 1270/2 Statue of John of Nepomuk near Ennsbrücke, Enns |
| ja   | Datei hochladen | Kiemayrhaus HERIS-ID: 14093 Objekt-ID: 10318                                                                                               | Bäckergasse 1 Standort KG: Enns                          | | BDA-Hist.: Q37726798 Status: Bescheid Stand der BDA-Liste: 2025-06-30 Name: Kiemayrhaus GstNr.: .54/1 Kiemayrhaus (Enns) |
| ja   | Datei hochladen | Wohnhaus, Bürgerhaus HERIS-ID: 14094 Objekt-ID: 10319                                                                                      | Bäckergasse 2 Standort KG: Enns                          | Das zweigeschoßige Haus mit Vorschußmauer hat einen Kern aus dem 16. Jahrhundert. Die Kellergewölbe sind aus Natursteinen aufgebaut. | BDA-Hist.: Q37726855 Status: Bescheid Stand der BDA-Liste: 2025-06-30 Name: Wohnhaus, Bürgerhaus GstNr.: .57 |
| ja   | Datei hochladen | Bürgerhaus, ehem. Zur Schönen Aussicht HERIS-ID: 47012 Objekt-ID: 49438                                                                    | Basteigasse 1 Standort KG: Enns                          | Über einem Keller aus dem 16. Jahrhundert wurde ein historistisches Gebäude errichtet. Der Keller wurde aus Natursteinquadern errichtet und hat ein Stichkappentonnengewölbe. Die mit Putz gegliederte Schauseite hat einen geringfügig vorstehenden dreiachsigen Mittelrisalit mit einem Giebel. | BDA-Hist.: Q38025155 Status: Bescheid Stand der BDA-Liste: 2025-06-30 Name: Bürgerhaus, ehem. Zur Schönen Aussicht GstNr.: .169 |
| ja   | Datei hochladen | Teilstücke der Stadtmauer HERIS-ID: 37807 Objekt-ID: 37098                                                                                 | Basteigasse 2 Standort KG: Enns                          | Rund um den Ennser Stadtberg finden sich kleinere und größere Teile der ehemaligen Stadtmauer. Die ersten Teile der Befestigungsanlage wurden ab 1193 gebaut. Am Anfang wurde der Bau aus dem Lösegeld, das für den englischen König Richard Löwenherz gezahlt wurde, finanziert. Bis ins 17. Jahrhundert wurden die Anlagen ständig erweitert und in Stand gehalten. Dafür musste die Ennser Bürger sowohl finanziell als auch durch aktive Mitarbeit ihren Beitrag leisten. Die Mauer diente nicht nur dem Schutz, sondern war auch das Zeichen für einen Bereich mit einer eigenen Gerichtsbarkeit. Zuletzt bestand das Bollwerk aus Wällen und Gräben, einer inneren und äußeren Mauer und hatte 4 Stadttore und 15 Wehrtürme. Die Stadtmauerteile in der Basteigasse schützten die Stadt in Richtung Osten. Das Haus Basteigasse 2 (Grundstücke Enns .161 und 65/3) steht zum Teil auf diesem Stück der Mauer. | BDA-Hist.: Q37977125 Status: Bescheid Stand der BDA-Liste: 2025-06-30 Name: Teilstücke der Stadtmauer GstNr.: 65/3, .161 City wall of Enns |
| ja   | Datei hochladen | Teilstück der Stadtmauer HERIS-ID: 37813 Objekt-ID: 37104                                                                                  | Basteigasse 2a Standort KG: Enns                         | Das Haus Basteigasse 2a nützt die alte Stadtmauer zum Teil als Fundament, die ehemalige Bastion wird als Grünfläche genutzt. | BDA-Hist.: Q37977189 Status: Bescheid Stand der BDA-Liste: 2025-06-30 Name: Teilstück der Stadtmauer GstNr.: 65/2 City wall of Enns |
| ja   | Datei hochladen | Teilstücke der Stadtmauer HERIS-ID: 37803 Objekt-ID: 37094                                                                                 | Basteigasse 4 Standort KG: Enns                          | Das Haus Basteigasse 2a steht auf der Fläche zwischen innerer und äußerer Befestigung und nützt die Stadtmauer als Fundament. | BDA-Hist.: Q37977107 Status: Bescheid Stand der BDA-Liste: 2025-06-30 Name: Teilstücke der Stadtmauer GstNr.: .170/2, 183 City wall of Enns |
| ja   | Datei hochladen | Bürgerhaus HERIS-ID: 47011 Objekt-ID: 49437                                                                                                | Basteigasse 4 Standort KG: Enns                          | Das „Häusl an der Luft“, auch „Basteischlössl“ genannt, steht zum Teil direkt auf der ehemaligen Stadtmauer. Auffallend sind die Schweifgiebel und die Fassadengliederung durch kannelierte Lisenen. Die Fenster und das Portal sind mit schmalen Putzleisten dekoriert. | BDA-Hist.: Q38025144 Status: Bescheid Stand der BDA-Liste: 2025-06-30 Name: Bürgerhaus GstNr.: .170/2 Basteigasse 4 Bürgerhaus (Enns) |
| ja   | Datei hochladen | Teilstück der Stadtmauer HERIS-ID: 37798 Objekt-ID: 37089                                                                                  | Basteigasse 6 Standort KG: Enns                          | Von der Basteigasse führt ein beiderseitig befestigter Weg hinunter zur Reintalstraße. Das ehemalige rechteckige Vorwerk (Grundstück 209/2) am Haus Basteigasse dient als Terrasse mit Aussicht. | BDA-Hist.: Q37977102 Status: Bescheid Stand der BDA-Liste: 2025-06-30 Name: Teilstück der Stadtmauer GstNr.: .209/2, .209/1, .209/3, 1310/4 City wall of Enns |
| ja   | Datei hochladen | Wohnhaus, Bürgerhaus HERIS-ID: 14097 Objekt-ID: 10322                                                                                      | Bräuergasse 3 Standort KG: Enns                          | | BDA-Hist.: Q37726961 Status: Bescheid Stand der BDA-Liste: 2025-06-30 Name: Wohnhaus, Bürgerhaus GstNr.: .85 Bürgerhaus Bräuergasse 3 Enns |
| ja   | Datei hochladen | Sattlerhaus, ehem. Ennser Stadtbrauerei HERIS-ID: 14099 Objekt-ID: 10325                                                                   | Bräuergasse 7 Standort KG: Enns                          | In dem dreigeschoßigen Wohnhaus mit der frühneuzeitlichen Fassade und nahezu quadratischem Grundriss wurden 2003 in einem Raum des Obergeschoßes umfangreiche Wandmalereien entdeckt. An drei Wänden sind verschiedene Ornamente und eine höfische Reiterszene erkennbar. Die Holzbalkendecke des ist jedoch in einem schlechten Zustand und teilweise eingebrochen. Restauratorische Untersuchungen zeigten unter anderem, dass das Haus früher anders verputzt war. Anmerkung: Der Bau weist seit Jahren schwere, nur notdürftig gesicherte Bauschäden auf. | BDA-Hist.: Q37727122 Status: Bescheid Stand der BDA-Liste: 2025-06-30 Name: Sattlerhaus, ehem. Ennser Stadtbrauerei GstNr.: .83 Bräuergasse 7 Sattlerhaus (Enns) |
| ja   | Datei hochladen | Gruberbräuhaus, ehem. Ennser Stadtbrauerei HERIS-ID: 14100 Objekt-ID: 10326                                                                | Bräuergasse 9 Standort KG: Enns                          | Das ehemalige Gruberbräuhaus besteht aus drei, früher einzelnen Gebäuden. Die Baukerne dieser Häuser dürften aus dem 16. Jahrhundert stammen. Im Inneren finden sich einige Gewölbe und an der Südseite befindet sich ein Arkadengang. Das Haus beherbergt eine Kinderkrabbelstube. | BDA-Hist.: Q37727174 Status: Bescheid Stand der BDA-Liste: 2025-06-30 Name: Gruberbräuhaus, ehem. Ennser Stadtbrauerei GstNr.: .77/1, .77/2 Bräuergasse 9 Gruberbräuhaus (Enns) |
| ja   | Datei hochladen | Bürgerhaus, Schraböckhaus HERIS-ID: 47010 Objekt-ID: 49435                                                                                 | Bräuergasse 11 Standort KG: Enns                         | Das Schraböckhaus ist ein Doppelhaus und stammt vermutlich aus der Zeit um 1600. Der Bau ist wegen seiner bemerkenswerten, baukünstlerisch wertvollen Steinelemente und Wölbungen geschützt. | BDA-Hist.: Q38025134 Status: Bescheid Stand der BDA-Liste: 2025-06-30 Name: Bürgerhaus, Schraböckhaus GstNr.: .75 |
| ja   | Datei hochladen | Teilstücke der Stadtmauer HERIS-ID: 37796 Objekt-ID: 37087                                                                                 | Bräuergasse 15 Standort KG: Enns                         | Das hohe Teilstück der Stadtmauer ist nur von der Dr. Rennerstraße aus zu sehen. Es befindet sich rechts des Bäckerturms. Ein Trakt des Hauses Bräuergasse 15 nützt diesen Abschnitt als westliche Außenwand. | BDA-Hist.: Q37977100 Status: Bescheid Stand der BDA-Liste: 2025-06-30 Name: Teilstücke der Stadtmauer GstNr.: 17, .65/2 City wall of Enns |
| ja   | Datei hochladen | Teilstücke der Stadtmauer, Gürtlerthurm, Bäckerturm HERIS-ID: 37795 Objekt-ID: 37086                                                       | Bräuergasse 17 Standort KG: Enns                         | Der Bäckerturm (auch Gürtlerturm) erstreckt sich über zwei Grundstücke und ist in ein Wohnhaus integriert. | BDA-Hist.: Q37977099 Status: Bescheid Stand der BDA-Liste: 2025-06-30 Name: Teilstücke der Stadtmauer, Gürtlerthurm, Bäckerturm GstNr.: .65/3, .65/1 Bräuergasse 17 Gürtlerturm (Enns) |
| ja   | Datei hochladen | Persönlichkeitsdenkmal K. A. Kaltenbrunner HERIS-ID: 100733 Objekt-ID: 117005                                                              | Dingolfinger Platz Standort KG: Enns                     | Der Männergesangsverein Concordia ließ im Jahre 1904 das Persönlichkeitsdenkmal für Carl Adam Kaltenbrunner errichten. Die Büste aus Metall ist auf einem Pyramidenstumpf aus Granit angebracht. Das Monument steht zudem auf einem Sockel aus Bruchsteinen und erreicht so eine Gesamthöhe von 3,35 m. | BDA-Hist.: Q37785527 Status: § 2a Stand der BDA-Liste: 2025-06-30 Name: Persönlichkeitsdenkmal K. A. Kaltenbrunner GstNr.: 152/2 |
| ja   | Datei hochladen | Bildstock HERIS-ID: 101193 Objekt-ID: 117507                                                                                               | Dr. Renner-Straße Standort KG: Enns                      | Die gotische Bildsäule an der Dr.-Karl-Renner-Straße ist 7,8 m hoch und hat zwei Bildnischen. Das Bild auf der Nordseite zeigt den hl. Florian beim Löschen eines brennenden Hauses. Das Besondere daran ist, dass das Löschwasser aus dem Loch des Mühlsteins fließt und nicht wie sonst üblichen aus einem Eimer. In die Nische auf der anderen Seite wurde ein Gnadenstuhl gemalt. Die Säule ist mit einer gedrungenen, vierarmigen Kreuzblume auf einer Fiale bekrönt. | BDA-Hist.: Q37787007 Status: § 2a Stand der BDA-Liste: 2025-06-30 Name: Bildstock GstNr.: 1319/3 |
| ja   | Datei hochladen | Teilstück der Stadtmauer HERIS-ID: 37811 Objekt-ID: 37102                                                                                  | Dr. Renner-Straße 5 Standort KG: Enns                    | Dieses Teilstück der Stadtmauer ist am besten von der Dr. Rennerstraße aus zu sehen. Es befindet sich rechts des Pfaffenturms. | BDA-Hist.: Q37977167 Status: Bescheid Stand der BDA-Liste: 2025-06-30 Name: Teilstück der Stadtmauer GstNr.: 154/2 City wall of Enns |
| ja   | Datei hochladen | Ehem. Privatversorgungshaus HERIS-ID: 70875 Objekt-ID: 84018                                                                               | Dr. Renner-Straße 29 Standort KG: Enns                   | | BDA-Hist.: Q38126262 Status: Bescheid Stand der BDA-Liste: 2025-06-30 Name: Ehem. Privatversorgungshaus GstNr.: 128 |
| ja   | Datei hochladen | Bürgerspitalgebäude mit Bürgerspitalskirche HERIS-ID: 70873 Objekt-ID: 84016                                                               | Dr. Renner-Straße 31 Standort KG: Enns                   | Das Ennser Bürgerspital wurde um 1300 gegründet. Östlich davon steht die Bürgerspitalskirche, deren letzte Veränderung in der Mitte des 18. Jahrhunderts stattfand. Die Kirche ist im Kern romanisch und hat einen Turm mit einem gotischen Keildach. Die wesentlichen Teile der Inneneinrichtung sind aus der 2. Hälfte des 18. Jahrhunderts. | BDA-Hist.: Q38126243 Status: Bescheid Stand der BDA-Liste: 2025-06-30 Name: Bürgerspitalgebäude mit Bürgerspitalskirche GstNr.: .401 Bürgerspitalkirche (Enns) |
| ja   | Datei hochladen | Ehem. Meierhof HERIS-ID: 70874 Objekt-ID: 84017                                                                                            | Dr. Renner-Straße 33 Standort KG: Enns                   | | BDA-Hist.: Q38126252 Status: Bescheid Stand der BDA-Liste: 2025-06-30 Name: Ehem. Meierhof GstNr.: .398 |
| ja   | Datei hochladen | Gedenktafel der Viererdragoner HERIS-ID: 101234 Objekt-ID: 117549                                                                          | bei Dragoner-Straße 1 Standort KG: Enns                  | Die Gedenktafel der Viererdragoner ist dem letzten Regimentsbesitzer Franz Ferdinand von Österreich-Este gewidmet. Die Tafel ist aus Granit und trägt ein Bronzemedaillon mit der Büste Franz-Ferdinands. Sie wurde 1936 vom Bund der Viererdragoner gestiftet. | BDA-Hist.: Q37787249 Status: § 2a Stand der BDA-Liste: 2025-06-30 Name: Gedenktafel der Viererdragoner GstNr.: 1333/1 Gedenktafel Viererdragoner Enns |
| ja   | Datei hochladen | Bauernkriegsdenkmal HERIS-ID: 100674 Objekt-ID: 116942                                                                                     | Eichbergstraße Standort KG: Enns                         | Das Denkmal erinnert an die erfolglose Belagerung der Stadt Enns im Jahre 1626 durch aufständische Bauern. Es besteht aus Konglomeratgestein und hat eine dreiseitige Einfriedung aus Granitpfosten und schweren Eisenketten. Die Tafel mit der Inschrift ist aus weißem Marmor. | BDA-Hist.: Q37785216 Status: § 2a Stand der BDA-Liste: 2025-06-30 Name: Bauernkriegsdenkmal GstNr.: 1160/2 Bauernkriegsdenkmal (Enns) |
| ja   | Datei hochladen | Wegkapelle HERIS-ID: 83056 Objekt-ID: 96922                                                                                                | gegenüber Enghagen 4 Standort KG: Enns                   | Der Kapelle in Enghagen hat ein Satteldach das vorne von zwei gemauerten Pfeilern getragen wird. Zwischen den Pfeilern ist eine Bank mit Lehne angebracht. Die Nische ist mit einem Gitter neuerer Bauart versperrt. Die Kapelle vermutlich um 1880 vom Grundeigentümer und seinen Nachbarn errichtet. | BDA-Hist.: Q38179759 Status: § 2a Stand der BDA-Liste: 2025-06-30 Name: Wegkapelle GstNr.: 1351/3 |
| ja   | Datei hochladen | Wohnhaus, Eberlhaus HERIS-ID: 26429 Objekt-ID: 22902                                                                                       | Ennsberg 2 Standort KG: Enns                             | Ein Haus mit barocker Fassade aus der ersten Hälfte des 18. Jahrhunderts. | BDA-Hist.: Q37901871 Status: Bescheid Stand der BDA-Liste: 2025-06-30 Name: Wohnhaus, Eberlhaus GstNr.: .140 Ennsberg 2 |
| ja   | Datei hochladen | Bürgerhaus, Rainerhaus HERIS-ID: 37743 Objekt-ID: 36997                                                                                    | Ennsberg 4 Standort KG: Enns                             | | BDA-Hist.: Q37977082 Status: Bescheid Stand der BDA-Liste: 2025-06-30 Name: Bürgerhaus, Rainerhaus GstNr.: .141 Ennsberg 4 |
| ja   | Datei hochladen | Bürgerhaus, Lehnerhaus HERIS-ID: 58000 Objekt-ID: 68389                                                                                    | Ennsberg 6 Standort KG: Enns                             | Das Lehnerhaus steht auf einem steil abfallenden Grundstück und steht an der Ostseite auf einem Stück der ehemaligen Stadtmauer. Die ältesten Gebäudeteile stammen aus dem 16. Jahrhundert. | BDA-Hist.: Q38079859 Status: Bescheid Stand der BDA-Liste: 2025-06-30 Name: Bürgerhaus, Lehnerhaus GstNr.: .143 Ennsberg 6 |
| ja   | Datei hochladen | Bürgerhaus, Büchsenmacherhaus HERIS-ID: 52097 Objekt-ID: 58257                                                                             | Ennsberg 8 Standort KG: Enns                             | | BDA-Hist.: Q38049193 Status: Bescheid Stand der BDA-Liste: 2025-06-30 Name: Bürgerhaus, Büchsenmacherhaus GstNr.: .144 |
| ja   | Datei hochladen | Reithalle samt Stalltrakten d. ehem. Kavalleriekaserne HERIS-ID: 37815 Objekt-ID: 37106                                                    | Forstbergstraße 3, 5 Standort KG: Enns                   | | BDA-Hist.: Q37977210 Status: Bescheid Stand der BDA-Liste: 2025-06-30 Name: Reithalle samt Stalltrakten d. ehem. Kavalleriekaserne GstNr.: .352/3 Reithalle der Kavalleriekaserne Enns |
| ja   | Datei hochladen | Heeresunteroffiziersakademie – Hauptgebäude und Nebengebäude HERIS-ID: 100676 Objekt-ID: 116944                                            | Forstbergstraße 20 Standort KG: Enns                     | → Hauptartikel : Heeresunteroffiziersakademie f1 | BDA-Hist.: Q37785240 Status: § 2a Stand der BDA-Liste: 2025-06-30 Name: Heeresunteroffiziersakademie – Hauptgebäude und Nebengebäude GstNr.: 1223/1 |
| ja   | Datei hochladen | Brandlitzkyhaus HERIS-ID: 14103 Objekt-ID: 10329                                                                                           | Fürstengasse 1 Standort KG: Enns                         | Die vier Trakte des Brandlitzkyhauses sind um einen kleinen Arkadenhof angeordnet. Im Inneren des aus dem 16. Jahrhundert stammenden Baues befinden sich schöne Gewölbe und Steinelemente. Die zweigeschoßige Fassade ist vierachsig und fügt sich glatt in die Bauflucht der anderen Gebäude ein. Das Erdgeschoß wurde durch den Einbau von Geschäftsräumen verändert. | BDA-Hist.: Q37727362 Status: Bescheid Stand der BDA-Liste: 2025-06-30 Name: Brandlitzkyhaus GstNr.: .186 |
| ja   | Datei hochladen | Wohnhaus, Bürgerhaus HERIS-ID: 14104 Objekt-ID: 10330                                                                                      | Fürstengasse 2 Standort KG: Enns                         | Hinter der schlichten Fassade aus dem 19. und 20. Jahrhundert verbirgt sich ein Kern mit Gewölben aus dem 15. und 16. Jahrhundert. | BDA-Hist.: Q37727414 Status: Bescheid Stand der BDA-Liste: 2025-06-30 Name: Wohnhaus, Bürgerhaus GstNr.: .174 |
| ja   | Datei hochladen | Hauszeichen Zum Goldenen Hirschen HERIS-ID: 111311 Objekt-ID: 129116                                                                       | Fürstengasse 3 Standort KG: Enns                         | Das an der Fassade des spätmittelalterlichen-frühneuzeitlichen Gebäudes mit spätgotischem Kern angebrachte Hauszeichen des ehemaligen Gasthofes „Zum Goldenen Hirschen“ steht unter Denkmalschutz. | BDA-Hist.: Q37823167 Status: Bescheid Stand der BDA-Liste: 2025-06-30 Name: Hauszeichen Zum Goldenen Hirschen GstNr.: .185 |
| ja   | Datei hochladen | Wohnhaus, Bürgerhaus HERIS-ID: 14106 Objekt-ID: 10332                                                                                      | Fürstengasse 5 Standort KG: Enns                         | | BDA-Hist.: Q37727502 Status: Bescheid Stand der BDA-Liste: 2025-06-30 Name: Wohnhaus, Bürgerhaus GstNr.: .184 |
| ja   | Datei hochladen | Bürgerhaus Zur Goldenen Glocke HERIS-ID: 37745 Objekt-ID: 37001                                                                            | Fürstengasse 9 Standort KG: Enns                         | Die mehrteilige frühneuzeitliche Anlage mit Innenhof kann über einen mittig gelegenen Flur betreten werden. Im Erdgeschoß befindet sich ein steinerner Türsturz mit Giebel der mit 1557 bezeichnet ist. Der Flur im Obergeschoß hat Kreuzgratgewölbe mit zwei Jochen. | BDA-Hist.: Q37977083 Status: Bescheid Stand der BDA-Liste: 2025-06-30 Name: Bürgerhaus Zur Goldenen Glocke GstNr.: .182/1 |
| ja   | Datei hochladen | Veranstaltungskomplex, Stadthalle HERIS-ID: 100695 Objekt-ID: 116964                                                                       | Hafner-Straße 2 Standort KG: Enns                        | | BDA-Hist.: Q37785289 Status: § 2a Stand der BDA-Liste: 2025-06-30 Name: Veranstaltungskomplex, Stadthalle GstNr.: .983 |
| ja   | Datei hochladen | Stadtturm, ehem. Glocken- und Wachtturm HERIS-ID: 24631 Objekt-ID: 21033                                                                   | Hauptplatz 1 Standort KG: Enns                           | Nachdem 1553 die Pfarrrechte auf die turmlose Minoritenkirche übertragen wurden, beantragten die Ennser Bürger den Bau eines Wach- und Glockenturms. Der Turm wurde dann von 1564 bis 1568 unter Kaiser Ferdinand I und seinem Nachfolger Maximilian II errichtet. Er ist das Wahrzeichen der Stadt Enns. | BDA-Hist.: Q14545228 Status: § 2a Stand der BDA-Liste: 2025-06-30 Name: Stadtturm, ehem. Glocken- und Wachtturm GstNr.: .38 Stadtturm Enns |
| ja   | Datei hochladen | Bankgebäude, ehem. Gasthaus Zum Schwarzen Adler HERIS-ID: 14110 Objekt-ID: 10336                                                           | Hauptplatz 2 Standort KG: Enns                           | | BDA-Hist.: Q37727607 Status: Bescheid Stand der BDA-Liste: 2025-06-30 Name: Bankgebäude, ehem. Gasthaus Zum Schwarzen Adler GstNr.: .39 |
| ja   | Datei hochladen | Bürgerhaus HERIS-ID: 14111 Objekt-ID: 10337                                                                                                | Hauptplatz 3 Standort KG: Enns                           | | BDA-Hist.: Q37727639 Status: Bescheid Stand der BDA-Liste: 2025-06-30 Name: Bürgerhaus GstNr.: .36 Hauptplatz 3 (Enns) |
| ja   | Datei hochladen | Schoberhaus, Gasthof Zur Stadt Linz HERIS-ID: 14112 Objekt-ID: 10338                                                                       | Hauptplatz 4 Standort KG: Enns                           | | BDA-Hist.: Q37727660 Status: Bescheid Stand der BDA-Liste: 2025-06-30 Name: Schoberhaus, Gasthof Zur Stadt Linz GstNr.: .40 Schoberhaus in Enns |
| ja   | Datei hochladen | Bürgerhaus, Gasthaus Zu den drei Mohren HERIS-ID: 14113 Objekt-ID: 10339                                                                   | Hauptplatz 5 Standort KG: Enns                           | Das ehemalige Gasthaus zu den drei Mohren ist gotischen Ursprungs. Die Fassade entstand um 1600. Der Arkadenhof mit den Doppelbalustersäulen ist nur mehr teilweise erhalten. | BDA-Hist.: Q37727729 Status: Bescheid Stand der BDA-Liste: 2025-06-30 Name: Bürgerhaus, Gasthaus Zu den drei Mohren GstNr.: .35 |
| ja   | Datei hochladen | Rechbergerhaus HERIS-ID: 14114 Objekt-ID: 10340                                                                                            | Hauptplatz 6 Standort KG: Enns                           | | BDA-Hist.: Q37727757 Status: Bescheid Stand der BDA-Liste: 2025-06-30 Name: Rechbergerhaus GstNr.: .41 Rechbergerhaus, Enns |
| ja   | Datei hochladen | Ennser Salzhaus HERIS-ID: 14115 Objekt-ID: 10341                                                                                           | Hauptplatz 7 Standort KG: Enns                           | Das alte Ennser Salzhaus stammt aus der zweiten Hälfte des 16. Jahrhunderts und hat einen für Enns typischen rechteckigen Erker der über das erste und zweite Geschoß reicht. Die al secco gemalten Pilaster sind mit Blattwerk verziert und entstanden zwischen 1650 und 1680. Der Hof ist mit Arkaden über drei Geschoße ausgestattet. Das Haus hat einen tiefen Keller der direkt aus dem Konglomerat (Gestein) des Ennser Stadtberges geschlagen wurde. | BDA-Hist.: Q37727812 Status: Bescheid Stand der BDA-Liste: 2025-06-30 Name: Ennser Salzhaus GstNr.: .34 Ennser Salzhaus |
| ja   | Datei hochladen | Bürgerhaus, Wolfhaus HERIS-ID: 37746 Objekt-ID: 37008                                                                                      | Hauptplatz 8 Standort KG: Enns                           | | BDA-Hist.: Q37977084 Status: Bescheid Stand der BDA-Liste: 2025-06-30 Name: Bürgerhaus, Wolfhaus GstNr.: .87 Wolfhaus (Enns) |
| ja   | Datei hochladen | Bürgerhaus, Aichingerhaus HERIS-ID: 14116 Objekt-ID: 10342                                                                                 | Hauptplatz 9 Standort KG: Enns                           | Die vierachsige klassizistische Fassade des Aichingerhauses hat die für Enns typischen Rundtürmchen als seitlichen Abschluss der Attika. | BDA-Hist.: Q37727875 Status: Bescheid Stand der BDA-Liste: 2025-06-30 Name: Bürgerhaus, Aichingerhaus GstNr.: .7/1 |
| ja   | Datei hochladen | Bürgerhaus, Henglmüllerhaus HERIS-ID: 14117 Objekt-ID: 10343                                                                               | Hauptplatz 10 Standort KG: Enns                          | | BDA-Hist.: Q37727946 Status: Bescheid Stand der BDA-Liste: 2025-06-30 Name: Bürgerhaus, Henglmüllerhaus GstNr.: .88 |
| ja   | Datei hochladen | Rathaus und Wirtschaftsgebäude HERIS-ID: 14119 Objekt-ID: 10345                                                                            | Hauptplatz 11 Standort KG: Enns                          | Das heutige Stadtamt ist ein Bau aus dem 17. Jahrhundert mit einem mächtigen Runderker. Die Fassade zur Mauthausnerstraße hin hat acht Achsen und ist genauso prächtig gestaltet wie die fünfachsige Schauseite am Stadtplatz. Das Sockelgeschoß betont durch den Quaderputz eine besonders massive Bauweise. | BDA-Hist.: Q37728105 Status: § 2a Stand der BDA-Liste: 2025-06-30 Name: Rathaus und Wirtschaftsgebäude GstNr.: .187 Rathaus Enns |
| ja   | Datei hochladen | Bürgerhaus, Hassakhaus HERIS-ID: 14118 Objekt-ID: 10344                                                                                    | Hauptplatz 12 Standort KG: Enns                          | | BDA-Hist.: Q37728035 Status: Bescheid Stand der BDA-Liste: 2025-06-30 Name: Bürgerhaus, Hassakhaus GstNr.: .89 Hassakhaus (Enns) |
| ja   | Datei hochladen | Bürgerhaus, Mikuletzkyhaus HERIS-ID: 24626 Objekt-ID: 21028                                                                                | Hauptplatz 13 Standort KG: Enns                          | | BDA-Hist.: Q37885614 Status: Bescheid Stand der BDA-Liste: 2025-06-30 Name: Bürgerhaus, Mikuletzkyhaus GstNr.: .173 |
| ja   | Datei hochladen | Bürgerhaus, Preinfalkhaus HERIS-ID: 24627 Objekt-ID: 21029                                                                                 | Hauptplatz 14 Standort KG: Enns                          | | BDA-Hist.: Q37885629 Status: Bescheid Stand der BDA-Liste: 2025-06-30 Name: Bürgerhaus, Preinfalkhaus GstNr.: .154 |
| ja   | Datei hochladen | Bürgerhaus, Plochbergerhaus HERIS-ID: 24628 Objekt-ID: 21030                                                                               | Hauptplatz 15 Standort KG: Enns                          | | BDA-Hist.: Q37885657 Status: § 57-Mandatsbescheid Stand der BDA-Liste: 2025-06-30 Name: Bürgerhaus, Plochbergerhaus GstNr.: .172 |
| ja   | Datei hochladen | Bürgerhaus, Kettlhaus HERIS-ID: 24690 Objekt-ID: 21096                                                                                     | Hauptplatz 16 Standort KG: Enns                          | | BDA-Hist.: Q37886502 Status: Bescheid Stand der BDA-Liste: 2025-06-30 Name: Bürgerhaus, Kettlhaus GstNr.: .155 Stiegengasse 2 Kettlhaus (Enns) |
| ja   | Datei hochladen | Bürgerhaus, Reisingerhaus HERIS-ID: 24629 Objekt-ID: 21031                                                                                 | Hauptplatz 17 Standort KG: Enns                          | | BDA-Hist.: Q37885673 Status: Bescheid Stand der BDA-Liste: 2025-06-30 Name: Bürgerhaus, Reisingerhaus GstNr.: .171 Reisingerhaus, Enns, Hauptplatz 17 |
| ja   | Datei hochladen | Museum Lauriacum, ehem. Rathaus HERIS-ID: 24630 Objekt-ID: 21032                                                                           | Hauptplatz 19 Standort KG: Enns                          | Hinter der barocken fünfachsigen Fassade mit dem geschwungene Giebel verbirgt sich ein Bau aus der Spätgotik. Das Haus ist ein Geschenk Kaiser Friedrich III. an die Stadt Enns. Die steinernen Einfassungen des Tors, der Fenster und am Giebel sind Elemente aus der Renaissance. Die Bogengänge im Hof sind mit 1547 bezeichnet. Den ehemaligen Ratssaal im ersten Stock schmückt eine Stuckdecke die zwischen 1720 und 1730 entstanden ist. In diesem Haus befindet sich das Stadtmuseum mit einer bedeutenden Sammlung von Fundstücken aus dem Legionslager Lauriacum, sowie prähistorischen Funden und Exponaten zur Stadtgeschichte. | BDA-Hist.: Q29897087 Status: § 2a Stand der BDA-Liste: 2025-06-30 Name: Museum Lauriacum, ehem. Rathaus GstNr.: .168 Altes Rathaus (Enns) |
| ja   | Datei hochladen | Bürgerhaus, Moshammerhaus HERIS-ID: 24632 Objekt-ID: 21034                                                                                 | Hauptplatz 21 Standort KG: Enns                          | | BDA-Hist.: Q37885728 Status: Bescheid Stand der BDA-Liste: 2025-06-30 Name: Bürgerhaus, Moshammerhaus GstNr.: .167 Moshammerhaus (Enns) |
| ja   | Datei hochladen | Gasthaus Goldenes Schiff HERIS-ID: 24633 Objekt-ID: 21035                                                                                  | Hauptplatz 23 Standort KG: Enns                          | | BDA-Hist.: Q37885745 Status: Bescheid Stand der BDA-Liste: 2025-06-30 Name: Gasthaus Goldenes Schiff GstNr.: .166 |
| ja   | Datei hochladen | Bürgerhaus, Sailerhaus, Turmstüberl HERIS-ID: 24634 Objekt-ID: 21036                                                                       | Hauptplatz 25 Standort KG: Enns                          | | BDA-Hist.: Q37885759 Status: Bescheid Stand der BDA-Liste: 2025-06-30 Name: Bürgerhaus, Sailerhaus, Turmstüberl GstNr.: .165 |
| ja   | Datei hochladen | Bürgerhaus, Steiglehnerhaus HERIS-ID: 24635 Objekt-ID: 21037                                                                               | Hauptplatz 27 Standort KG: Enns                          | | BDA-Hist.: Q37885780 Status: Bescheid Stand der BDA-Liste: 2025-06-30 Name: Bürgerhaus, Steiglehnerhaus GstNr.: .164 Hauptplatz 27 Steiglehnerhaus (Enns) |
| ja   | Datei hochladen | Teilstück der Stadtmauer HERIS-ID: 37805 Objekt-ID: 37096                                                                                  | Kaltenbrunner-Gasse 16 Standort KG: Enns                 | Dieses Stück der ehemaligen Stadtmauer schließt rechts an den Judenturm an. Das Haus Kaltenbrunnergasse 16 nutzt es als Hauswand. | BDA-Hist.: Q37977118 Status: Bescheid Stand der BDA-Liste: 2025-06-30 Name: Teilstück der Stadtmauer GstNr.: .503 City wall of Enns |
| ja   | Datei hochladen | Wehrturm, Judenturm HERIS-ID: 37747 Objekt-ID: 37020                                                                                       | Kaltenbrunner-Gasse 18 Standort KG: Enns                 | Der Judenturm ragt aus dem nördlichen Abschnitt der ehemaligen Stadtmauer hervor. Er ist einer von ehemals 15 Wehrtürme der Stadt Enns. | BDA-Hist.: Q37977085 Status: Bescheid Stand der BDA-Liste: 2025-06-30 Name: Wehrturm, Judenturm GstNr.: .25/2 Judenturm (Enns) |
| ja   | Datei hochladen | Römisches Legionslager Lauriacum, Zentralbereich HERIS-ID: 112792 Objekt-ID: 131012seit 2017                                               | bei Kathrein-Straße 30 Standort KG: Enns                 | | BDA-Hist.: Q37832281 Status: Bescheid Stand der BDA-Liste: 2025-06-30 Name: Römisches Legionslager Lauriacum, Zentralbereich GstNr.: 1076/2 |
| ja   | Datei hochladen | Bürgerhaus, Handschuhmacherhaus HERIS-ID: 24636 Objekt-ID: 21038                                                                           | Kirchengasse 2 Standort KG: Enns                         | Unter der historistischen Fassade des Hauses aus dem 17. Jahrhundert verbergen sich Sgraffiti aus der Renaissance. | BDA-Hist.: Q37885802 Status: Bescheid Stand der BDA-Liste: 2025-06-30 Name: Bürgerhaus, Handschuhmacherhaus GstNr.: .104/1 Kirchengasse 2 Handschuhmacherhaus (Enns) |
| ja   | Datei hochladen | Wohnhaus, Alte Pfarrschule HERIS-ID: 24638 Objekt-ID: 21040                                                                                | Kirchenplatz 2 Standort KG: Enns                         | | BDA-Hist.: Q37885840 Status: Bescheid Stand der BDA-Liste: 2025-06-30 Name: Wohnhaus, Alte Pfarrschule GstNr.: .117 Kirchenplatz 2 Alte Pfarrschule (Enns) |
| ja   | Datei hochladen | Volksschule HERIS-ID: 24641 Objekt-ID: 21043                                                                                               | Kirchenplatz 4 Standort KG: Enns                         | Die Volksschule wurde 1858 errichtet und in den Jahren 1890 und 1899. Da die Kinder aus Ennsdorf ebenfalls diese Schule besuchten, beteiligte sich die niederösterreichische Gemeinde an den Kosten der Erweiterung. | BDA-Hist.: Q37885872 Status: § 2a Stand der BDA-Liste: 2025-06-30 Name: Volksschule GstNr.: .118 Kirchenplatz 4 Volksschule (Enns) |
| ja   | Datei hochladen | Kriegerdenkmal HERIS-ID: 101181 Objekt-ID: 117495                                                                                          | bei Kirchenplatz 6 Standort KG: Enns                     | Das Kriegerdenkmal mit den Apokalyptische Reitern wurde 1964 von Peter Dimmel geschaffen. | BDA-Hist.: Q37786824 Status: § 2a Stand der BDA-Liste: 2025-06-30 Name: Kriegerdenkmal GstNr.: 1310/4 Kriegerdenkmal Enns |
| ja   | Datei hochladen | Figurenbildstock Maria Immaculata HERIS-ID: 82912 Objekt-ID: 96766                                                                         | bei Kirchenplatz 6 Standort KG: Enns                     | Inmitten des Kreuzgartens, umgeben von einem gotischen Kreuzgang aus dem 15. Jahrhundert, steht eine barocke Statue der Maria Immaculata die mit 1716 bezeichnet ist. Sie ist aus Untersberger Marmor und steht auf einem dreibeinigen Metallgerüst. Sie wurde vom Stadtarzt Georg Hürstel gestiftet. Auf der Weltkugel die Inschrift: VIRGINIA DE IPARAE AEGROTANT IVM PANACE AEFECIT GEORGIUS JOSEPHUS HÜRSTELL MEDICINAE DOCTOR SS. PP. SAPHYSICUS LAREA CENSIS R. AC ENNS. | BDA-Hist.: Q38179526 Status: § 2a Stand der BDA-Liste: 2025-06-30 Name: Figurenbildstock Maria Immaculata GstNr.: 51/2 |
| ja   | Datei hochladen | Wegkapelle HERIS-ID: 24643 Objekt-ID: 21046                                                                                                | bei Kirchenplatz 6 Standort KG: Enns                     | | BDA-Hist.: Q37885891 Status: § 2a Stand der BDA-Liste: 2025-06-30 Name: Wegkapelle GstNr.: 51/1 |
| ja   | Datei hochladen | Stadtpfarrkirche hl. Maria und Reste der abgekommenen Klosterbauten HERIS-ID: 24640 Objekt-ID: 21042                                       | Kirchenplatz 6 Standort KG: Enns                         | Der Bau der Pfarrkirche Maria Schnee begann um 1270. Sie war ursprünglich die Klosterkirche der Minderen Brüder, sie ist aber schon seit 1553 die Pfarrkirche von Enns. Sie besteht aus der Hauptkirche und der Wallseerkapelle. Im südöstlichen Bereich ist das Franziskanerkloster angebaut. Rechts des Haupteingangs führt eine Tür in den Kreuzgang des Klosters. Der Chor mit dem Fünfachtelschluss entstand um 1300, die Kreuzrippengewölbe des vorher flachgedeckten Langhauses im 15. Jahrhundert. Die Empore ruht auf einem Kreuzrippengewölbe. Drei Bögen der nördlichen Wand sind offen und führen in die Wallseerkapelle. Die kleine Halle aus dem zweiten Viertel des 14. Jahrhunderts beeindruckt durch die Anordnung der Pfeiler und der schlanken Bündelsäulen, sowie den Seccomalereien von 1625. Aus kunsthistorischer Sicht ist die Wallseerkapelle der bedeutendere Teil der Kirche.            | BDA-Hist.: Q23541780 Status: § 2a Stand der BDA-Liste: 2025-06-30 Name: Stadtpfarrkirche hl. Maria und Reste d.abgekommenen Klosterbauten GstNr.: 51/2, 51/1, .121 Sankt Marien (Enns) |
| ja   | Datei hochladen | Ehem. Franziskaner- bzw. Minoritenkloster mit ehem. Klosterkirche hl. Josef HERIS-ID: 37744 Objekt-ID: 36998                               | Kirchenplatz 6 Standort KG: Enns                         | Die Gründung des Klosters liegt in der Zeit vor 1280, als sich die ersten Franziskaner in Enns ansiedelten. In der Reformationszeit wurde das Kloster aufgegeben und fand in der Folge unter anderem als Theater, Militärakademie und Waisenhaus Verwendung. Seit dem Ende des 19. Jahrhunderts gehört das Kloster wieder den Franziskanern. Frei zugänglich ist der bemerkenswerte, jedoch veränderte Kreuzgang aus dem 15. Jahrhundert. Im Kreuzgarten steht eine Marmorstatue der Maria Immaculata von 1716. | BDA-Hist.: Q1450314 Status: Bescheid Stand der BDA-Liste: 2025-06-30 Name: Ehem. Franziskaner- bzw. Minoritenkloster mit ehem. Klosterkirche hl. Josef GstNr.: .119 Franziskanerkloster Enns |
| ja   | Datei hochladen | Bürgerhaus, Gasthaus Zum Goldenen Kreuz HERIS-ID: 24644 Objekt-ID: 21047                                                                   | Kirchenplatz 7 Standort KG: Enns                         | Das ehemalige Gasthaus „Zum Goldenen Kreuz“ besteht aus zwei miteinander verbundenen Gebäuden mit barockem Baukern und einer Schauseite aus dem Biedermeier. Das Obergeschoß ist durch Putzlisenen gegliedert, die Fenster sind mit Stuck geschmückt und mit Ziergiebeln bekrönt. | BDA-Hist.: Q37885906 Status: Bescheid Stand der BDA-Liste: 2025-06-30 Name: Bürgerhaus, Gasthaus Zum Goldenen Kreuz GstNr.: .136/1 Kirchenplatz 7 Goldenes Kreuz (Enns) |
| ja   | Datei hochladen | Lobermayrhaus HERIS-ID: 24645 Objekt-ID: 21049                                                                                             | Linzer Straße 3 Standort KG: Enns                        | Das vierachsige Haus hat zwei Geschoße und stammt im Kern aus der Zeit um 1600. Über dem Obergeschoß erhebt sich ein Blendgiebel mit Walmdach. Die Fenster auf der Straßenseite haben profilierte Putzfaschen, die im Obergeschoß sind zusätzlich mit flachen Giebeln und Zierfeldern aus dem 18. Jahrhundert bekrönt. In der hinteren Giebelmauer befinden sich zwei Spitzbogenfenster im Dachgeschoß. | BDA-Hist.: Q37885925 Status: Bescheid Stand der BDA-Liste: 2025-06-30 Name: Lobermayrhaus GstNr.: .44 |
| ja   | Datei hochladen | Bürgerhaus, Pimingerhaus HERIS-ID: 24646 Objekt-ID: 21050                                                                                  | Linzer Straße 4 Standort KG: Enns                        | | BDA-Hist.: Q37885962 Status: Bescheid Stand der BDA-Liste: 2025-06-30 Name: Bürgerhaus, Pimingerhaus GstNr.: .37 Linzer Straße 4 (Enns) |
| ja   | Datei hochladen | Bürgerhaus, Schuhbauerhaus HERIS-ID: 24647 Objekt-ID: 21051                                                                                | Linzer Straße 5 Standort KG: Enns                        | | BDA-Hist.: Q37885982 Status: Bescheid Stand der BDA-Liste: 2025-06-30 Name: Bürgerhaus, Schuhbauerhaus GstNr.: .45 |
| ja   | Datei hochladen | Bürgerhaus, Gasthaus HERIS-ID: 57221 Objekt-ID: 67078                                                                                      | Linzer Straße 6 Standort KG: Enns                        | Das nach außen hin schmucklose Haus hat einen Baukern aus der zweiten Hälfte des 16. Jahrhunderts mit teilweise erhaltenen Gewölben aus der Zeit der Errichtung. | BDA-Hist.: Q38075308 Status: Bescheid Stand der BDA-Liste: 2025-06-30 Name: Bürgerhaus, Gasthaus GstNr.: .32 |
| ja   | Datei hochladen | Wohn- und Geschäftshaus, Bürgerhaus HERIS-ID: 24649 Objekt-ID: 21053                                                                       | Linzer Straße 8 Standort KG: Enns                        | | BDA-Hist.: Q37885996 Status: Bescheid Stand der BDA-Liste: 2025-06-30 Name: Wohn- und Geschäftshaus, Bürgerhaus GstNr.: .31/2 |
| ja   | Datei hochladen | Bürgerhaus, Grasserhaus HERIS-ID: 24651 Objekt-ID: 21055                                                                                   | Linzer Straße 10 Standort KG: Enns                       | | BDA-Hist.: Q37886011 Status: Bescheid Stand der BDA-Liste: 2025-06-30 Name: Bürgerhaus, Grasserhaus GstNr.: .30 |
| ja   | Datei hochladen | Bürgerhaus, Hugendorferhaus HERIS-ID: 24654 Objekt-ID: 21058                                                                               | Linzer Straße 14 Standort KG: Enns                       | | BDA-Hist.: Q37886027 Status: Bescheid Stand der BDA-Liste: 2025-06-30 Name: Bürgerhaus, Hugendorferhaus GstNr.: .28 |
| ja   | Datei hochladen | Bürgerhaus, Geyerhaus HERIS-ID: 24656 Objekt-ID: 21060                                                                                     | Linzer Straße 17 Standort KG: Enns                       | Das zweiachsige Haus hat zwei Geschoße und stammt im Kern aus dem 16. Jahrhundert. Dem Satteldach ist ein Blendgiebel vorgelagert. Die Rieselputzfassade aus dem 18. Jahrhundert ist durch Putzfaschen gegliedert. Die Fenster des Obergeschoßes sind mit Verdachungen, die auf Voluten ruhen, bekrönt. Das Erdgeschoß wurde durch den Einbau eines Geschäftslokals stark verändert. | BDA-Hist.: Q37886060 Status: Bescheid Stand der BDA-Liste: 2025-06-30 Name: Bürgerhaus, Geyerhaus GstNr.: .58 Linzer Straße 17 (Enns) |
| ja   | Datei hochladen | Wohnhaus, Gasthaus Zum Goldenen Stern HERIS-ID: 24657 Objekt-ID: 21061                                                                     | Linzer Straße 18 Standort KG: Enns                       | Der ehemalige Gasthof „Zum Goldenen Stern“ entstand in der Zeit um 1600. Die fünfachsige Fassade des Obergeschoßes mit der dicken Vorschussmauer ist durch Putzlisenen gegliedert. Im Inneren finden sich bemerkenswerte Gewölbe. Darunter auch ein Raum mit einem Tonnengewölbe mit Stichkappen, das durch Stuckrippen stark profiliert ist und im Scheitel eine auffallende Feldteilung aufweist. Das Gebäude ist zum größten Teil noch im Original erhalten. | BDA-Hist.: Q37886091 Status: Bescheid Stand der BDA-Liste: 2025-06-30 Name: Wohnhaus, Gasthaus Zum Goldenen Stern GstNr.: .26 |
| ja   | Datei hochladen | Gasthof Zur Goldenen Krone HERIS-ID: 24660 Objekt-ID: 21064                                                                                | Linzer Straße 21 Standort KG: Enns                       | | BDA-Hist.: Q37886110 Status: Bescheid Stand der BDA-Liste: 2025-06-30 Name: Gasthof Zur Goldenen Krone GstNr.: .60/2, .60/1 Linzer Straße 21 (Enns) |
| ja   | Datei hochladen | Bürgerhaus, Liepoldhaus HERIS-ID: 24661 Objekt-ID: 21065                                                                                   | Linzer Straße 22 Standort KG: Enns                       | Das Bürgerhaus aus dem 16. Jahrhundert erhielt im Spätbarock eine Fassade im Stil dieser Zeit. Hinter der für den schmalen Bau gewaltigen Vorschussmauer mit den zwei Runderkern befindet sich ein Satteldach. Die oberen Stockwerke ragen über das Erdgeschoß und stützen sich auf abgerundete Kragsteine. Die beiden Fenster im Obergeschoß haben eine profilierte Giebelverdachung und aufwändige Putzelemente im Parapet und über den Giebeln. | BDA-Hist.: Q37886129 Status: Bescheid Stand der BDA-Liste: 2025-06-30 Name: Bürgerhaus, Liepoldhaus GstNr.: .23 Linzer Straße 22 (Enns) |
| ja   | Datei hochladen | Wohn- und Geschäftshaus, Gasthaus Schwarzes Rössl HERIS-ID: 24662 Objekt-ID: 21066                                                         | Linzer Straße 23 Standort KG: Enns                       | Der ehemalige Gasthof „Zum Schwarzen Rössl“ besteht aus zwei früher getrennten Gebäuden. Die beiden Dächer haben straßenseitig eine Vorschussmauer. Der breite Erker mit seinen drei Fensterachsen kragt aus der Fassade und stützt sich auf Kragsteine. Auf der Hofseite gibt es einen Arkadengang mit einem Kreuzgratgewölbe auf Granitpfeilern. Die Gewölbe im Inneren des Hauses stammen aus dem 16. Jahrhundert. | BDA-Hist.: Q37886147 Status: Bescheid Stand der BDA-Liste: 2025-06-30 Name: Wohn- und Geschäftshaus, Gasthaus Schwarzes Rössl GstNr.: .62/1 |
| ja   | Datei hochladen | Bürgerhaus, Rauchfangkehrerhaus HERIS-ID: 24663 Objekt-ID: 21067                                                                           | Linzer Straße 24 Standort KG: Enns                       | Das Haus wurde im 16. Jahrhundert erbaut. In einem Wohnraum im Obergeschoß und in der tonnengewölbten ehemaligen Rauchküche sind die Decken mit Stuckspiegel ausgestattet. | BDA-Hist.: Q37886162 Status: Bescheid Stand der BDA-Liste: 2025-06-30 Name: Bürgerhaus, Rauchfangkehrerhaus GstNr.: .22 Linzer Straße 24 (Enns) |
| ja   | Datei hochladen | Bürgerhaus Zum goldenen Pflug HERIS-ID: 24665 Objekt-ID: 21069                                                                             | Linzer Straße 28 Standort KG: Enns                       | | BDA-Hist.: Q37886176 Status: Bescheid Stand der BDA-Liste: 2025-06-30 Name: Bürgerhaus Zum goldenen Pflug GstNr.: .20 |
| ja   | Datei hochladen | Wohn- und Geschäftshaus, Kapplerhaus HERIS-ID: 24666 Objekt-ID: 21070                                                                      | Linzer Straße 30 Standort KG: Enns                       | In dieses Haus wurde der Nordturm des ehemaligen Schmiedtores integriert. Die Außenmauern bestehen aus Granit- und Konglomeratblöcken. Im Erdgeschoß haben diese Mauern eine Dicke von ca. 70 cm. Das Schmiedtor wurde 1847 abgerissen und der Turm beim Umbau seine historistische Fassade. | BDA-Hist.: Q37886214 Status: Bescheid Stand der BDA-Liste: 2025-06-30 Name: Wohn- und Geschäftshaus, Kapplerhaus GstNr.: .19 |
| ja   | Datei hochladen | Bürgerhaus, Torwärterhaus HERIS-ID: 57220 Objekt-ID: 67077                                                                                 | Linzer Straße 32 Standort KG: Enns                       | Das ehemalige Torwärterhaus ist der Rest des 1847 abgebrochenen Schmiedtores. An der Nordseite sieht man noch einige, mit Bögen verbundene, gotische Kragsteine, die vermutlich als Wehrerker dienten. | BDA-Hist.: Q38075299 Status: Bescheid Stand der BDA-Liste: 2025-06-30 Name: Bürgerhaus, Torwärterhaus GstNr.: .17, .18 |
| ja   | Datei hochladen | Kapellenbildstock HERIS-ID: 101177 Objekt-ID: 117491                                                                                       | bei Linzer Straße 32 Standort KG: Enns                   | Die Christusfigur ist aus Holz und wurde um 1520 hergestellt. Die beiden Heiligenfiguren sind vom Ende des 17. Jahrhunderts. Neben dem Kapellenbildstock, auch „Herrgott-am-Kreuz-Kapelle“ genannt, gibt es einen Hinweis auf das Schmiedtor, welches sich bis 1847 an dieser Stelle befand. | BDA-Hist.: Q37786777 Status: § 2a Stand der BDA-Liste: 2025-06-30 Name: Kapellenbildstock GstNr.: 1310/2 |
| ja   | Datei hochladen | Überreste des römischen Legionslagers Lauriacum (Areal der sog. Schloßgärtnerei im südöstlichen Viertel) HERIS-ID: 97894 Objekt-ID: 113762 | Lorcher Straße/Westbahnstraße Standort KG: Enns          | Das Legionslager Enns wurde in den Jahren von 190 bis 450 von den Truppen der Legio II Italica militärisch genutzt. Entsprechend dem Gelände ergab sich ein Grundriss in Form eines Parallelogramms mit den Maßen 539 m mal 398 m. Die Anlage war von einer mehr als 2 m dicken Mauer umgeben, hatte 4 Ecktürme, 4 Tor und 26 Zwischentürme. Das Lager wurde im 20. Jahrhundert fast zur Gänze überbaut. Um 1900 wurde auf dem Gelände mit archäologischen Grabungen begonnen. Die systematischen Untersuchungen und die auf Grund von Bautätigkeiten immer wieder erforderlichen Notgrabungen brachten zahlreichen Befunde, unter anderem auch zum Fahnenheiligtum, zum Vorschein. Über den Resten von Lauriacum liegt heute eine ca. 1 m dicke Schicht aus Schutt und anderen Ablagerungen. Nur in der nördlichen Ecke sind noch die Gräben der Lagerbefestigung zu erkennen.                                     | BDA-Hist.: Q388745 Status: Bescheid Stand der BDA-Liste: 2025-06-30 Name: Überreste des römischen Legionslagers Lauriacum (Areal der sog. Schloßgärtnerei im südöstlichen Viertel) GstNr.: 1056/2, 1002/1,1002/2, 1003/1, 1004/1, 1005/1, 1005/4, 1005/10, 1005/11, 1055/1, 1055/2, 1055/9, 1056/1, 1056/2, 1058/1, 1058/2, 1058/3 Lauriacum             |
| ja   | Datei hochladen | Bleicherbachbrücke mit Bildstock und Stiegenanlage HERIS-ID: 101188 Objekt-ID: 117502                                                      | Maria Anger Standort KG: Enns                            | Am „steinernen Brücklein“ über den Bleicherbach steht ein gotischer Bildstock mit einem Tabernakel auf einer kannelierten Säule aus dem Jahre 1496. An dieser Stelle befand sich die Porta decumana des Legionslagers Lauriacum. | BDA-Hist.: Q37786960 Status: § 2a Stand der BDA-Liste: 2025-06-30 Name: Bleicherbachbrücke mit Bildstock und Stiegenanlage GstNr.: 1320/1, 1076/31, 1371/2 |
| ja   | Datei hochladen | Bürgerhaus, ehem. Benefiziatenhaus HERIS-ID: 44760 Objekt-ID: 45610                                                                        | Maria Anger 9 Standort KG: Enns                          | Das Wohnhaus wurde 1647 vom Kloster St. Nikola (Passau) als Benefiziatenhaus errichtet. Der Benefiziat (Beneficiatus oder Vicarius, auch als Administrator oder Religiosus bezeichnet) wurde vom Bistum Passau bestellt. Als Weltpriester war er Verwalter der im Jahre 1785 gesperrten und 1792 abgetragenen Kirche Unserer Lieben Frau auf dem Anger. Nach der Sperrung der Kirche wurde das Haus versteigert und kam so in privaten Besitz. | BDA-Hist.: Q38010770 Status: Bescheid Stand der BDA-Liste: 2025-06-30 Name: Bürgerhaus, ehem. Benefiziatenhaus GstNr.: .423 |
| ja   | Datei hochladen | Römisches Legionslager, Fahnenheiligtum HERIS-ID: 57456 Objekt-ID: 67536                                                                   | Maria Anger 23 Standort KG: Enns                         | Das Legionslager wurde im 20. Jahrhundert fast zur Gänze überbaut. Um 1900 wurde auf dem Gelände mit archäologischen Grabungen begonnen. Die systematischen Untersuchungen und die auf Grund von Bautätigkeiten immer wieder erforderlichen Notgrabungen brachten zahlreichen Befunde, unter anderem auch zum Fahnenheiligtum, zum Vorschein. | BDA-Hist.: Q38076584 Status: Bescheid Stand der BDA-Liste: 2025-06-30 Name: Römisches Legionslager, Fahnenheiligtum GstNr.: 1065/5 |
| ja   | Datei hochladen | Legionslager Lauriacum, Fahnenheiligtum HERIS-ID: 59272 Objekt-ID: 70385                                                                   | Maria Anger 25 Standort KG: Enns                         | Das Legionslager wurde im 20. Jahrhundert fast zur Gänze überbaut. Das Fahnenheiligtum liegt, sowie der Rest von Lauriacum, unter eine ca. 1 m dicke Schicht aus Schutt und anderen Ablagerungen. | BDA-Hist.: Q38086638 Status: Bescheid Stand der BDA-Liste: 2025-06-30 Name: Legionslager Lauriacum, Fahnenheiligtum GstNr.: 1065/4 |
| ja   | Datei hochladen | Wohnhaus, Bürgerhaus HERIS-ID: 24668 Objekt-ID: 21072                                                                                      | Mauthausner Straße 3, 3a Standort KG: Enns               | Das Vorderhaus der Anlage mit zwei Höfen wurde in den 1970er-Jahren entkernt. Erhalten bleiben die Fassade aus der Spätgotik mit steinernen Fenstergewänden und dem Rundbogenportal. Im ersten Innenhof befinden sich eine Durchfahrt mit Granitpflaster, drei Portale mit Kragsturzbogen und gotischen Steingewänden, sowie Arkadenbögen aus Sandstein. | BDA-Hist.: Q37886231 Status: Bescheid Stand der BDA-Liste: 2025-06-30 Name: Wohnhaus, Bürgerhaus GstNr.: .6/2, .6/1 |
| ja   | Datei hochladen | Wohnhaus HERIS-ID: 24669 Objekt-ID: 21073                                                                                                  | Mauthausner Straße 4 Standort KG: Enns                   | | BDA-Hist.: Q37886250 Status: § 2a Stand der BDA-Liste: 2025-06-30 Name: Wohnhaus GstNr.: .188 |
| ja   | Datei hochladen | Ehem. Freihaus des Klosters Baumgartenberg, Poscherhaus HERIS-ID: 24670 Objekt-ID: 21074                                                   | Mauthausner Straße 5 Standort KG: Enns                   | | BDA-Hist.: Q37886266 Status: Bescheid Stand der BDA-Liste: 2025-06-30 Name: Ehem. Freihaus des Klosters Baumgartenberg, Poscherhaus GstNr.: .4/1 |
| ja   | Datei hochladen | Amtsgebäude, Wohnhaus HERIS-ID: 24671 Objekt-ID: 21075                                                                                     | Mauthausner Straße 6 Standort KG: Enns                   | | BDA-Hist.: Q37886282 Status: § 2a Stand der BDA-Liste: 2025-06-30 Name: Amtsgebäude, Wohnhaus GstNr.: .189 |
| ja   | Datei hochladen | Wohnhaus, Fabichlerhaus HERIS-ID: 24672 Objekt-ID: 21076                                                                                   | Mauthausner Straße 7 Standort KG: Enns                   | | BDA-Hist.: Q37886300 Status: Bescheid Stand der BDA-Liste: 2025-06-30 Name: Wohnhaus, Fabichlerhaus GstNr.: .3 |
| ja   | Datei hochladen | Bürgerhaus, Zum goldenen Ring HERIS-ID: 24673 Objekt-ID: 21077                                                                             | Mauthausner Straße 8 Standort KG: Enns                   | | BDA-Hist.: Q37886314 Status: Bescheid Stand der BDA-Liste: 2025-06-30 Name: Bürgerhaus, Zum goldenen Ring GstNr.: .190 |
| ja   | Datei hochladen | Bürgerhaus, ehem. Freihaus des Stiftes St. Florian HERIS-ID: 24674 Objekt-ID: 21078                                                        | Mauthausner Straße 9 Standort KG: Enns                   | | BDA-Hist.: Q37886331 Status: Bescheid Stand der BDA-Liste: 2025-06-30 Name: Bürgerhaus, ehem. Freihaus des Stiftes St. Florian GstNr.: .2 |
| ja   | Datei hochladen | Bürgerhaus, Frauenbäckhaus HERIS-ID: 24675 Objekt-ID: 21079                                                                                | Mauthausner Straße 10 Standort KG: Enns                  | | BDA-Hist.: Q37886349 Status: Bescheid Stand der BDA-Liste: 2025-06-30 Name: Bürgerhaus, Frauenbäckhaus GstNr.: .191 |
| ja   | Datei hochladen | Dechanthof HERIS-ID: 37750 Objekt-ID: 37033                                                                                                | Mauthausner Straße 11 Standort KG: Enns                  | | BDA-Hist.: Q37977087 Status: Bescheid Stand der BDA-Liste: 2025-06-30 Name: Dechanthof GstNr.: .1/1 Mauthausner Straße 11 Dechanthof (Enns) |
| ja   | Datei hochladen | Wohnhaus, ehem. Gasthaus Zum Schwarzen Bären HERIS-ID: 37774 Objekt-ID: 37062                                                              | Mauthausner Straße 12 Standort KG: Enns                  | | BDA-Hist.: Q37977092 Status: Bescheid Stand der BDA-Liste: 2025-06-30 Name: Wohnhaus, ehem. Gasthaus Zum Schwarzen Bären GstNr.: .195/1 |
| ja   | Datei hochladen | Frauenturm HERIS-ID: 37749 Objekt-ID: 37032                                                                                                | Mauthausner Straße 13 Standort KG: Enns                  | Der Frauenturm war Teil des Frauentores welches zusammen mit andern Teilen der Ringmauer in den Jahren 1844 bis 1846 entfernt wurde. Im oberen Teil des Tores befindet sich die Kapelle des ehemaligen Johanniterspitals. In der Kapelle gibt es bemerkenswerte Fresken aus der Zeit um 1320 mit Darstellungen aus der Passion Christi und mehrerer Heiliger. Die Decke zwischen den Kreuzrippen ist einem Sternenhimmel nachempfunden. Die Fresken wurden 1911 freigelegt und restauriert. | BDA-Hist.: Q37977086 Status: Bescheid Stand der BDA-Liste: 2025-06-30 Name: Frauenturm GstNr.: .1/4 Frauenturm, Enns |
| ja   | Datei hochladen | Wohnhaus, ehem. Freihaus Kirchperger HERIS-ID: 24676 Objekt-ID: 21081                                                                      | Mauthausner Straße 14 Standort KG: Enns                  | Im Erdgeschoß des Hauses aus dem 16. Jahrhundert befinden sich drei nebeneinander angeordnete Tonnengewölbe. Die Fassade der beiden Obergeschoße hat 4 Fensterachsen, wobei das linke Fenster in der Vorschussmauer blind ist. | BDA-Hist.: Q37886381 Status: Bescheid Stand der BDA-Liste: 2025-06-30 Name: Wohnhaus, ehem. Freihaus Kirchperger GstNr.: .196 |
| ja   | Datei hochladen | Bürgerhaus, Könighaus HERIS-ID: 24678 Objekt-ID: 21083                                                                                     | Mauthausner Straße 20 Standort KG: Enns                  | Das Gebäude wurde im 18. Jahrhundert errichtet. Im Inneren gibt es einige sekundär verwendete Steinelemente wie beispielsweise eine kannelierte Volutenkonsole und einen Bogenstein. Im Keller und in einem Teil des Erdgeschoßes finden sich Tonnengewölbe. | BDA-Hist.: Q37886399 Status: Bescheid Stand der BDA-Liste: 2025-06-30 Name: Bürgerhaus, Könighaus GstNr.: .204/1 |
| ja   | Datei hochladen | Wasserturm HERIS-ID: 100731 Objekt-ID: 117003                                                                                              | bei Neugablonz Standort KG: Enns                         | Der Wasserturm wurde um 1900 erbaut und hat einen Nutzinhalt von 100 m³. Er dient noch immer der Wasserversorgung der tieferliegenden Stadtteile von Enns. | BDA-Hist.: Q37785519 Status: § 2a Stand der BDA-Liste: 2025-06-30 Name: Wasserturm GstNr.: .368 |
| ja   | Datei hochladen | Wohnhaus, ehem. Schmiede HERIS-ID: 24681 Objekt-ID: 21086                                                                                  | Pfarrgasse 3 Standort KG: Enns                           | Der Bau stammt aus dem 18. Jahrhundert, der Kern könnte auch älter sein. Im Inneren gibt es einen Raum mit Netzgratgewölbe und einer ist tonnengewölbt. | BDA-Hist.: Q37886418 Status: Bescheid Stand der BDA-Liste: 2025-06-30 Name: Wohnhaus, ehem. Schmiede GstNr.: .95/1 Pfarrgasse 3 ehemalige Schmiede (Enns) |
| ja   | Datei hochladen | Bürgerhaus, Heyrasshaus HERIS-ID: 24682 Objekt-ID: 21087                                                                                   | Pfarrgasse 18 Standort KG: Enns                          | In der Mitte der westlichen Fassade des Wohnhauses aus dem 18. Jahrhundert befindet sich ein Bild der „Maria mit Kind“. Mittelflur und Keller haben Tonnengewölbe und in der Hausmitte liegt ein Raum mit einem Kappendecke. | BDA-Hist.: Q37886434 Status: Bescheid Stand der BDA-Liste: 2025-06-30 Name: Bürgerhaus, Heyrasshaus GstNr.: .71 Pfarrgasse 18 Heyrasshaus (Enns) |
| ja   | Datei hochladen | Bürgerhaus, Hospodhaus HERIS-ID: 24683 Objekt-ID: 21088                                                                                    | Pfarrgasse 21 Standort KG: Enns                          | Das freistehende Hospodhaus wurde in der zweiten Hälfte des 18. Jahrhunderts unter Weiterverwendung älterer Bauteile errichtet. Die Fassade des giebelständigen Hauses ist durch Putzfaschen gegliedert. Die Fenster im Obergeschoß haben geschwungene Verdachungen, in den Sturzfeldern sind Stuckornamente angebracht. | BDA-Hist.: Q37886444 Status: Bescheid Stand der BDA-Liste: 2025-06-30 Name: Bürgerhaus, Hospodhaus GstNr.: .112 Pfarrgasse 21 Hospodhaus (Enns) |
| ja   | Datei hochladen | Bürgerhaus, Stibitzhoferhaus HERIS-ID: 24686 Objekt-ID: 21091                                                                              | Pfarrgasse 25 Standort KG: Enns                          | Das Haus entstand um 1700 und ist direkt an den Pfaffenturm angebaut. Die Wand an der Rückseite besteht aus einem Teil der ehemaligen Stadtmauer. Am Dachboden des traufenständigen Hauses mit den zwei Geschoßen befinden sich noch einige Schießscharten mit tiefen Gewänden. Im Erdgeschoß befinden sich mehrere Gewölbe, unter anderem ein tonnengewölbter Mittelgang mit Stichkappen. | BDA-Hist.: Q37886486 Status: Bescheid Stand der BDA-Liste: 2025-06-30 Name: Bürgerhaus, Stibitzhoferhaus GstNr.: .67 |
| ja   | Datei hochladen | Wehrturm samt Stadtmauerteil HERIS-ID: 37776 Objekt-ID: 37064                                                                              | Pfarrgasse 25 Standort KG: Enns                          | Der Pfaffenturm ist in das Haus Pfarrgasse 25 integriert. Das Haus nutzt das Mauerteilstück als Außenwand und Gartenmauer. | BDA-Hist.: Q37977093 Status: Bescheid Stand der BDA-Liste: 2025-06-30 Name: Wehrturm samt Stadtmauerteil GstNr.: .67 Pfarrgasse 25 Wehrturm (Enns) |
| ja   | Datei hochladen | Teilstück der Stadtmauer HERIS-ID: 37800 Objekt-ID: 37091                                                                                  | Pfarrgasse 27 Standort KG: Enns                          | Das hohe Teilstück der Stadtmauer ist nur von der Dr. Rennerstraße aus zu sehen. Es befindet sich ungefähr in der Mitte zwischen Bäckerturm und Pfaffenturm. | BDA-Hist.: Q37977104 Status: Bescheid Stand der BDA-Liste: 2025-06-30 Name: Teilstück der Stadtmauer GstNr.: .66 City wall of Enns |
| ja   | Datei hochladen | Bürgerhaus, Drechslerhaus HERIS-ID: 46996 Objekt-ID: 49414                                                                                 | Pfarrgasse 27 Standort KG: Enns                          | Bei der Errichtung des barocken Gebäudes wurde die ehemalige Stadtmauer als Rückwand verwendet. Das giebelständige Haus hat gassenseitig ein Schopfwalmdach, hinten schließt das Dach an der Stadtmauer ab. Die Schauseite ist durch Putzfaschen und Lisenen in der oberen Etage gegliedert. Die Fensterbrüstung und die Sturzfelder sind mit Stuckelementen geschmückt. | BDA-Hist.: Q38025042 Status: Bescheid Stand der BDA-Liste: 2025-06-30 Name: Bürgerhaus, Drechslerhaus GstNr.: .66 Pfarrgasse 27 Drechslerhaus (Enns) |
| ja   | Datei hochladen | Bürgerhaus, ehem. Ledererhaus HERIS-ID: 47042 Objekt-ID: 49526                                                                             | Reintalgasse 12 Standort KG: Enns                        | Das ehemalige Ledererhaus wurde im 18. Jahrhundert mit einer Vorschussmauer und einem Schopfwalmdach errichtet. In der Mitte des 20. Jahrhunderts wurde das Dachgeschoß ausgebaut und darüber ein Walmdach errichtet. Die westliche, siebenachsige und dreigeschoßige Fassade ist in den oberen Geschoßen durch Faschen unterteilt. Im Inneren gibt es mehrere gewölbte Räume. | BDA-Hist.: Q38025353 Status: Bescheid Stand der BDA-Liste: 2025-06-30 Name: Bürgerhaus, ehem. Ledererhaus GstNr.: .246 |
| ja   | Datei hochladen | Bürgerhaus, Stengerhaus HERIS-ID: 57227 Objekt-ID: 67094                                                                                   | Reintalgasse 14 Standort KG: Enns                        | Das ehemalige Gerberhaus stammt aus dem 16./17. Jahrhundert und wurde im Barock und im 20. Jahrhundert umgebaut. Bemerkenswert sind die Wandmalereien der Westfassade, die besonders im unteren Bereich schon schwer geschädigt sind. Über dem Rundbogenportal mit seinen Steingewände aus Granit befindet sich eine gemalte, von springenden Hirschen flankierte Kartusche und darin Handwerkszeichen der Gerber. In den Feldern rechts des Portals befanden sich Darstellungen der Madonna und einer Gestalt mit Hut. Das Feld im Obergeschoß ist noch in besserem Zustand und zeigt einen springenden Hirsch. Die gemalte Quaderung an der rechten Ecke ist nur mehr teilweise erhalten. | BDA-Hist.: Q38075347 Status: Bescheid Stand der BDA-Liste: 2025-06-30 Name: Bürgerhaus, Stengerhaus GstNr.: .247/1 |
| ja   | Datei hochladen | Schützenhaus samt Schützenscheibensammlung HERIS-ID: 37791 Objekt-ID: 37080                                                                | Schießstättenstraße 17 Standort KG: Enns                 | An der Decke des Hauses von 1807 befinden sich 141 handbemalte Schützenscheiben aus Holz. | BDA-Hist.: Q37977095 Status: Bescheid Stand der BDA-Liste: 2025-06-30 Name: Schützenhaus samt Schützenscheibensammlung GstNr.: .356 |
| ja   | Datei hochladen | Ehem. Zehentspeicher HERIS-ID: 37793 Objekt-ID: 37083                                                                                      | Schloßgasse 1 Standort KG: Enns                          | | BDA-Hist.: Q37977097 Status: Bescheid Stand der BDA-Liste: 2025-06-30 Name: Ehem. Zehentspeicher GstNr.: .181 |
| ja   | Datei hochladen | Schloßtaverne und Wirtschaftstrakt HERIS-ID: 37794 Objekt-ID: 37084                                                                        | Schloßgasse 3 Standort KG: Enns                          | | BDA-Hist.: Q37977098 Status: Bescheid Stand der BDA-Liste: 2025-06-30 Name: Schloßtaverne und Wirtschaftstrakt GstNr.: .180, .193 Schlosstaverne Enns |
| ja   | Datei hochladen | Schloss Ennsegg, Landesmusikschule HERIS-ID: 37792 Objekt-ID: 37081                                                                        | Schloßgasse 4 Standort KG: Enns                          | Die erste landesfürstliche Burg wurde um 1100 errichtet. 1565 war die alte Burg in sehr schlechtem Zustand und Kaiser Maximilian II überließ den viergeschoßigen Bau einem verdienten Bürger mit der Auflage, das eingefallene Gebäude zu renovieren. Die Seitenflügel mit den Arkaden und dem Anschluss an die Stadtmauer entstanden in dieser Zeit. Weitere Um- und Anbauten erfolgten im 17. und 18. Jahrhundert. Beachtenswert ist die Schlosskapelle mit einer stuckgeschmückten Stichkappenkuppel. Das Schloss befindet sich in privatem Besitz und wurde Anfang des 21. Jahrhunderts umfassend renoviert. | BDA-Hist.: Q14912599 Status: Bescheid Stand der BDA-Liste: 2025-06-30 Name: Schloss Ennsegg, Landesmusikschule GstNr.: 74/1, 74/2, 75, .207, .208 Schloss Ennsegg |
| ja   | Datei hochladen | Bürgerhaus, Schröckhaus HERIS-ID: 57230 Objekt-ID: 67102                                                                                   | Schloßgasse 15 Standort KG: Enns                         | Die ältesten Teile des Hauses sind aus dem 16. Jahrhundert. An der Ostseite befindet sich ein schmaler Erker mit einem Fenster auf abgefasten Kragsteinen. Das Haus wurde 2012 renoviert. | BDA-Hist.: Q38075373 Status: Bescheid Stand der BDA-Liste: 2025-06-30 Name: Bürgerhaus, Schröckhaus GstNr.: .201 Schlossgasse 15 Schröckhaus (Enns) |
| ja   | Datei hochladen | Zivilstadt Lauriacum, Flur Schmidberg HERIS-ID: 112181 Objekt-ID: 130250                                                                   | Flur Schmidberg Standort KG: Enns                        | Zwischen dem Schmidberg und der südlichen Mauer des Legionslagers fand man mehrere Siedlungsschichten beginnend mit dem Ende des 2. Jahrhunderts. Durch die umfangreichen Bautätigkeiten ab der Mitte des 20. Jahrhunderts ist der Bereich der Canabae legionis Süd weitgehend zerstört. | BDA-Hist.: Q37829188 Status: Bescheid Stand der BDA-Liste: 2025-06-30 Name: Zivilstadt Lauriacum, Flur Schmidberg GstNr.: 102, 100/1, 103, 99/1, 102, 1038/4, 1039/1 |
| ja   | Datei hochladen | Zentralbereich Zivilstadt Lauriacum, Flur Schmidberg HERIS-ID: 12942 Objekt-ID: 9104                                                       | Flur Schmidberg Standort KG: Enns                        | Der Aufbau der Zivilstadt erfolgte in Zusammenhang mit der Errichtung des Legionslagers Lauriacum. Die Ansiedlung erhielt unter Caracalla das Stadtrecht. Sie beginnt an der Porta decumana am Bleicherbach und umfasste den Bereich westlich des Legionslagers zwischen Bahnhofweg / Bahnhofstraße und dem Gelände der ehemaligen Zuckerfabrik in Kristein (Ost-West-Richtung), sowie vom Lösslfeld bis an den Eichberg (Nord-Süd-Richtung). Der zentrale Bereich der Zivilstadt liegt ungefähr auf dem Gebiet um den Friedhof bei der Laurentiuskirche. Hier befand sich vermutlich auch das Kapitol, das Forum und ein 41 mal 24 m großer Marktplatz. Westlich davon stand eine 56 mal 13 m(lt. Dehio: 60 mal 14 m) große Basilika. Südlich des zentralen Bereiches der Zivilstadt befand sich ein Komplex mit öffentlichen Bauten, wie zum Beispiel Bäder und Versammlungsräume.                                | BDA-Hist.: Q38149226 Status: Bescheid Stand der BDA-Liste: 2025-06-30 Name: Zentralbereich Zivilstadt Lauriacum, Flur Schmidberg GstNr.: 1128/25, 1128/13, 1128/16, 1128/20, 1128/21, 1128/14, 1128/3, 1128/23 |
| ja   | Datei hochladen | Bildstock HERIS-ID: 101191 Objekt-ID: 117505                                                                                               | Stadlgasse, Ecke Bahnhofweg Standort KG: Enns            | Der Bildstock steht an der nordwestlichen Ecke des Hohenloh´schen Gartens. Die toskanischen Säule und der Tabernakel sind aus Granit. An der Straßenseite des Tabernakels ist ein Relief aus Untersberger Marmor mit einer Dreifaltigkeitsgruppe angebracht. An den Seiten befinden sich Darstellungen des hl. Florians und des hl. Josefs. Das pyramidenförmige Dach trägt eine Kugel mit einem Kruzifix. | BDA-Hist.: Q37786983 Status: § 2a Stand der BDA-Liste: 2025-06-30 Name: Bildstock GstNr.: 1328 |
| ja   | Datei hochladen | Bürgerhaus, Jandlhaus, ehem. Jäglmühle HERIS-ID: 58139 Objekt-ID: 68654                                                                    | Steyrer Straße 3 Standort KG: Enns                       | Das Haus wurde vermutlich um 1600 erbaut und hat straßenseitig einen auffallenden, jedoch schmucklosen Blendgiebel mit eingezogenem Rundbogen. An der Rückseite sind noch Spuren einer wahrscheinlich aus der Renaissance stammenden Quaderung in Sraffitotechnik erkennbar. Das ehemalige Krankenzimmer im oberen Geschoß war früher ein einziger großer Raum mit einer flachen Decke. Das Haus beherbergte von 1763 bis 1807 das Lazarett der Pfarre Enns. Von 1849 bis 1960 diente es als Gasthaus. | BDA-Hist.: Q38080657 Status: Bescheid Stand der BDA-Liste: 2025-06-30 Name: Bürgerhaus, Jandlhaus, ehem. Jäglmühle GstNr.: .359 |
| ja   | Datei hochladen | Wohnhaus, ehem. Gasthaus Zum Stuck HERIS-ID: 24691 Objekt-ID: 21097                                                                        | Stiegengasse 3 Standort KG: Enns                         | Die Struktur des Hauses aus der Zeit um 1600 ist noch fast vollständig im Originalzustand erhalten. So auch die Pfeilerarkaden im Hof, sowie Tonnen- und Kreuzgratgewölbe und Holztramdecken im Inneren. Ein Raum hat eine Stuckdecke. | BDA-Hist.: Q37886517 Status: Bescheid Stand der BDA-Liste: 2025-06-30 Name: Wohnhaus, ehem. Gasthaus Zum Stuck GstNr.: .162 |
| ja   | Datei hochladen | Bürgerhaus, ehem. Gasthaus Zur Goldenen Sonne m. Hauszeichen, Prennerhaus HERIS-ID: 24692 Objekt-ID: 21098                                 | Stiegengasse 4 Standort KG: Enns                         | Der Baukern des Hauses, die steinernen Gewände der Fenster und der Verputz der Erker sind gotisch. Die Bemalung und der laufende Hund sind Elemente der Renaissance. Aus dem Barock stammt die hochgezogene Fassade mit der Quadrierung und den Ochsenaugen. | BDA-Hist.: Q37886539 Status: Bescheid Stand der BDA-Liste: 2025-06-30 Name: Bürgerhaus, ehem. Gasthaus Zur Goldenen Sonne m. Hauszeichen, Prennerhaus GstNr.: .156 Stiegengasse 4 ehem. Gasthaus zur Goldenen Sonne (Enns) |
| ja   | Datei hochladen | Bürgerhaus, Bothenhaus HERIS-ID: 24693 Objekt-ID: 21099                                                                                    | Stiegengasse 6 Standort KG: Enns                         | Das Bothenhauses wurde vermutlich im 18. Jahrhundert errichtet. | BDA-Hist.: Q37886556 Status: Bescheid Stand der BDA-Liste: 2025-06-30 Name: Bürgerhaus, Bothenhaus GstNr.: .157 |
| ja   | Datei hochladen | Bürgerhaus, Ortnerhaus HERIS-ID: 24695 Objekt-ID: 21101                                                                                    | Stiegengasse 8 Standort KG: Enns                         | Das aus dem Barock stammende Haus ist mit zwei Schwibbögen mit dem Bothenhaus verbunden. Im Inneren finden sich bauzeitliche Kreuzgratgewölbe, Tonnengewölbe und Flachdecken mit Stuck. Erwähnenswert ist auch der Spion an der linken Seite des Portals. Durch diesen konnte aus dem dahinter liegende Raum ein Teil der Stiegengasse und der Hauseingang unbemerkt beobachtet werden. | BDA-Hist.: Q37886587 Status: Bescheid Stand der BDA-Liste: 2025-06-30 Name: Bürgerhaus, Ortnerhaus GstNr.: .158 |
| ja   | Datei hochladen | Bürgerhaus, Wallnerhaus HERIS-ID: 24696 Objekt-ID: 21102                                                                                   | Stiegengasse 10 Standort KG: Enns                        | Das Wallnerhaus ist wie meisten Häuser der Stiegengasse aus dem Barock. Die Fassade ist geprägt durch die Vorschussmauer mit dem Walmdach. Die beiden äußeren Fenster im Dachgeschoß sind blind. Im Inneren befinden sich Gewölbe aus der Bauzeit. | BDA-Hist.: Q37886611 Status: Bescheid Stand der BDA-Liste: 2025-06-30 Name: Bürgerhaus, Wallnerhaus GstNr.: .159 |
| ja   | Datei hochladen | Undatiertes Grabenwerk beim Wasserwerk HERIS-ID: 46484 Objekt-ID: 48546                                                                    | Flur Wasserturm Standort KG: Enns                        | | BDA-Hist.: Q38021960 Status: Bescheid Stand der BDA-Liste: 2025-06-30 Name: Undatiertes Grabenwerk beim Wasserwerk GstNr.: 1249/2, 1252/1, 1254/1 |
| ja   | Datei hochladen | Straßenbrücke HERIS-ID: 100675 Objekt-ID: 116943                                                                                           | Wiener Berg Standort KG: Enns                            | Die Brücke über die Enns wurde 1932 von der Waagner-Biró A.G. errichtet. Ihre Schutzwürdigkeit ist durch vor allem ihre Funktion in den ersten Jahren nach dem Zweiten Weltkrieg begründet. Sie war einer der wenigen Straßenübergänge über die Demarkationslinie zwischen der sowjetischen und amerikanischen Besatzungszone. Auf der Ennsdorfer Seite standen die Wachposten der Sowjetarmee, Soldaten der US Army bewachten die Ennser Seite. Bis zum 8. Juni 1953 war ein Übertritt nur mit einem Identitätsausweis und nach strenger Kontrolle durch die Wachposten möglich. Die Demarkationslinie wurde erst 1955 aufgehoben. Anmerkung: Die Brücke über die Enns verbindet Enns mit Ennsdorf, sowie Oberösterreich und Niederösterreich. | BDA-Hist.: Q37785229 Status: § 2a Stand der BDA-Liste: 2025-06-30 Name: Straßenbrücke GstNr.: 1360/10, 1333/1, 1360/11 Straßenbrücke, Enns, Ennsdorf |
| ja   | Datei hochladen | Teilstück der Stadtmauer HERIS-ID: 37809 Objekt-ID: 37100                                                                                  | Wiener Berg 1 Standort KG: Enns                          | Das Haus Wiener Berg 1 steht auf diesem Mauerstück. Die ehemalige Stadtmauer ist in diesem Bereich nicht öffentlich zugänglich. | BDA-Hist.: Q37977146 Status: Bescheid Stand der BDA-Liste: 2025-06-30 Name: Teilstück der Stadtmauer GstNr.: .126 City wall of Enns |
| ja   | Datei hochladen | Ledererturm HERIS-ID: 37817 Objekt-ID: 37110                                                                                               | Wiener Berg 3 Standort KG: Enns                          | Der Ledererturm gehörte zur Ennser Stadtbefestigung und ist ein markantes Bauwerk in der Ostansicht von Enns. In den Türmen wurden Waffen und Munition gelagert. | BDA-Hist.: Q37977219 Status: Bescheid Stand der BDA-Liste: 2025-06-30 Name: Ledererturm GstNr.: .131 Ledererturm (Enns) |
| ja   | Datei hochladen | Bürgerhaus, ehem. Münzstätte, Klammerhaus HERIS-ID: 24698 Objekt-ID: 21104                                                                 | Wiener Straße 1 Standort KG: Enns                        | | BDA-Hist.: Q37886631 Status: Bescheid Stand der BDA-Liste: 2025-06-30 Name: Bürgerhaus, ehem. Münzstätte, Klammerhaus GstNr.: .153 |
| ja   | Datei hochladen | Bürgerhaus, ehem. Freihaus der Hohenfelder, Hetzkoferhaus HERIS-ID: 24699 Objekt-ID: 21105                                                 | Wiener Straße 2 Standort KG: Enns                        | | BDA-Hist.: Q37886647 Status: Bescheid Stand der BDA-Liste: 2025-06-30 Name: Bürgerhaus, ehem. Freihaus der Hohenfelder, Hetzkoferhaus GstNr.: .90 Hetzkoferhaus (Enns) |
| ja   | Datei hochladen | Bürgerhaus, Wegerstorferhaus HERIS-ID: 24700 Objekt-ID: 21106                                                                              | Wiener Straße 3 Standort KG: Enns                        | | BDA-Hist.: Q37886665 Status: Bescheid Stand der BDA-Liste: 2025-06-30 Name: Bürgerhaus, Wegerstorferhaus GstNr.: .152 |
| ja   | Datei hochladen | Franziskanerkloster, sog. Dechanthof mit Wirtschaftsgebäude HERIS-ID: 24701 Objekt-ID: 21107                                               | Wiener Straße 4 Standort KG: Enns                        | | BDA-Hist.: Q37886679 Status: § 2a Stand der BDA-Liste: 2025-06-30 Name: Franziskanerkloster, sog. Dechanthof mit Wirtschaftsgebäude. GstNr.: .91 |
| ja   | Datei hochladen | Wohnhaus, Händlhaus/Hotel Goldener Ochse, Hotel Lauriacum HERIS-ID: 26421 Objekt-ID: 22894                                                 | Wiener Straße 5–7 Standort KG: Enns                      | | BDA-Hist.: Q37901772 Status: Bescheid Stand der BDA-Liste: 2025-06-30 Name: Wohnhaus, Händlhaus/Hotel Goldener Ochse, Hotel Lauriacum GstNr.: .149 |
| ja   | Datei hochladen | Wohnhaus, ehem. Priesterhaus, Kaltenbrunnerhaus HERIS-ID: 26420 Objekt-ID: 22893                                                           | Wiener Straße 6 Standort KG: Enns                        | | BDA-Hist.: Q37901757 Status: § 57-Mandatsbescheid Stand der BDA-Liste: 2025-06-30 Name: Wohnhaus, ehem. Priesterhaus, Kaltenbrunnerhaus GstNr.: .92 Kaltenbrunnerhaus (Enns) |
| ja   | Datei hochladen | Bürgerhaus, Pumbhaus HERIS-ID: 26422 Objekt-ID: 22895                                                                                      | Wiener Straße 8 Standort KG: Enns                        | | BDA-Hist.: Q37901787 Status: Bescheid Stand der BDA-Liste: 2025-06-30 Name: Bürgerhaus, Pumbhaus GstNr.: .93 Wiener Straße 8 (Enns) |
| ja   | Datei hochladen | Wohnhaus, Teil der ehem. landesfürstlichen Burg HERIS-ID: 26423 Objekt-ID: 22896                                                           | Wiener Straße 9 Standort KG: Enns                        | Die schon 901 erwähnte „Anesapurch“ war gegen Ende des 15. Jahrhunderts so baufällig, dass im Auftrag von Friedrich III. am Ennsberg eine zweite Burg errichtet wurde. Auch diese Anlage war nach etwa 100 Jahren in schlechtem Zustand und wurde durch den Um- und Ausbau der ersten Burg zum Schloss Ennsegg ersetzt. Bis ins 21. Jahrhundert blieben nur noch einzelne Teile der Burg als Wohn- und Geschäftshäuser erhalten. Diese Teile liegen auf den Grundstücken mit den Hausnummern Wienerstraße 9, 11, 13 und Ennsberg 1. Im Hof des Hauses Wiener Straße 1 ist noch ein gotischer Gang auf Kragsteinen zu sehen. | BDA-Hist.: Q64512737 Status: Bescheid Stand der BDA-Liste: 2025-06-30 Name: Wohnhaus, Teil der ehem. landesfürstlichen Burg GstNr.: .147/1, .147/4 Enns – Landesfürstliche Burg |
| ja   | Datei hochladen | Bürgerhaus, Färberhaus HERIS-ID: 26424 Objekt-ID: 22897                                                                                    | Wiener Straße 10 Standort KG: Enns                       | Das Gebäude steht an der Ecke Wiener Straße – Pfarrgasse und hat Fassaden in beiden Straßen. Es ist im Wesentlichen aus dem 18. Jahrhundert und hat im Erdgeschoß ein siebenjochiges Kappengewölbe mit Gurtbögen. | BDA-Hist.: Q37901807 Status: Bescheid Stand der BDA-Liste: 2025-06-30 Name: Bürgerhaus, Färberhaus GstNr.: .97/1 |
| ja   | Datei hochladen | Wohnhaus, Teil der ehem. landesfürstlichen Burg HERIS-ID: 26425 Objekt-ID: 22898                                                           | Wiener Straße 11 Standort KG: Enns                       | Die schon 901 erwähnte „Anesapurch“ war gegen Ende des 15. Jahrhunderts so baufällig, dass im Auftrag von Friedrich III. am Ennsberg eine zweite Burg errichtet wurde. Auch diese Anlage war nach etwa 100 Jahren in schlechtem Zustand und wurde durch den Um- und Ausbau der ersten Burg zum Schloss Ennsegg ersetzt. Bis ins 21. Jahrhundert blieben nur noch einzelne Teile der Burg als Wohn- und Geschäftshäuser erhalten. Diese Teile liegen auf den Grundstücken mit den Hausnummern Wienerstraße 9, 11, 13 und Ennsberg 1. | BDA-Hist.: Q64512738 Status: Bescheid Stand der BDA-Liste: 2025-06-30 Name: Wohnhaus, Teil der ehem. landesfürstlichen Burg GstNr.: .147/3 |
| ja   | Datei hochladen | Bürgerhaus, Nadlerhaus HERIS-ID: 26426 Objekt-ID: 22899                                                                                    | Wiener Straße 12 Standort KG: Enns                       | Das Objekt besteht aus zwei Gebäuden. Die Fassade des Hauses aus dem 16. / 17. Jahrhundert ist nicht mehr erhalten. An der rechten Seite des ersten Obergeschoßes wurden Reste eines Fensters aus der Renaissance freigelegt. | BDA-Hist.: Q37901823 Status: Bescheid Stand der BDA-Liste: 2025-06-30 Name: Bürgerhaus, Nadlerhaus GstNr.: .98 |
| ja   | Datei hochladen | Wohn- und Geschäftshaus, Teil der ehem. landesfürstliche Burg HERIS-ID: 26427 Objekt-ID: 22900                                             | Wiener Straße 13 Standort KG: Enns                       | Die schon 901 erwähnte „Anesapurch“ war gegen Ende des 15. Jahrhunderts so baufällig, dass im Auftrag von Friedrich III. am Ennsberg eine zweite Burg errichtet wurde. Auch diese Anlage war nach etwa 100 Jahren in schlechtem Zustand und wurde durch den Um- und Ausbau der ersten Burg zum Schloss Ennsegg ersetzt. Bis ins 21. Jahrhundert blieben nur noch einzelne Teile der Burg als Wohn- und Geschäftshäuser erhalten. Diese Teile liegen auf den Grundstücken mit den Hausnummern Wienerstraße 9, 11, 13 und Ennsberg 1. | BDA-Hist.: Q64512739 Status: Bescheid Stand der BDA-Liste: 2025-06-30 Name: Wohn- und Geschäftshaus, Teil der ehem. landesfürstliche Burg GstNr.: .147/2 |
| ja   | Datei hochladen | Bürgerhaus, Klosterbäckhaus HERIS-ID: 26428 Objekt-ID: 22901                                                                               | Wiener Straße 14 Standort KG: Enns                       | Das Haus mit gotischem Baukern wurde um 1140 als erste Ennser Münzstätte genannt. Die mit der unregelmäßigen Aufteilung der Achsen ist durch Putzfaschen unterteilt. | BDA-Hist.: Q37901854 Status: Bescheid Stand der BDA-Liste: 2025-06-30 Name: Bürgerhaus, Klosterbäckhaus GstNr.: .99 |
| ja   | Datei hochladen | Bürgerhaus, Kritschengebäude-Haus HERIS-ID: 26432 Objekt-ID: 22905                                                                         | Wiener Straße 20a Standort KG: Enns                      | Das bemerkenswerte Jugendstilhaus hat eine Fassade mit reichem Stuck. Der innere Aufbau entspricht noch weitgehend dem Zustand der Bauzeit. | BDA-Hist.: Q37901882 Status: Bescheid Stand der BDA-Liste: 2025-06-30 Name: Bürgerhaus, Kritschengebäude-Haus GstNr.: .134 |
| ja   | Datei hochladen | Ehem. Fuhrgasthof Zum grünen Baum HERIS-ID: 74035 Objekt-ID: 87429                                                                         | Wiener Straße 22 Standort KG: Enns                       | | BDA-Hist.: Q38133890 Status: Bescheid Stand der BDA-Liste: 2025-06-30 Name: Ehem. Fuhrgasthof Zum grünen Baum GstNr.: .122 |
| ja   | Datei hochladen | Stadtmauer HERIS-ID: 82822 Objekt-ID: 96671                                                                                                | Stadtmauer Standort KG: Enns                             | Die Stadtmauer, ab 1193 als Ringmauer erbaut, wurde um 1480 weiter ausgebaut. Zwischen 1844 und 1846 entfernte man die Tore. Neben ansehnlichen Teilen der Mauer gibt es rund um den Bereich der Altstadt mehr oder weniger erkennbare, teilweise überbaute oder verputzte Reste der Stadtmauer. Von den Türmen sind im Westen der Judenturm, der Bäckerturm und der Pfaffenturm erhalten. Im Südosten, am Abhang des Ennsberges, steht noch der Ledererturm. Der Frauenturm ist der Rest des früheren Frauentores. | BDA-Hist.: Q38179382 Status: § 2a Stand der BDA-Liste: 2025-06-30 Name: Stadtmauer GstNr.: .118; 50; 51/1; 152/2; 1310/2; 1310/4; 1333/3; 1336/1; 1333/1 City wall of Enns |
| ja   | Datei hochladen | Teilstück der Stadtmauer HERIS-ID: 37797 Objekt-ID: 37088                                                                                  | Stadtmauer Standort KG: Enns                             | Auf einem Stück dieses Abschnittes der ehemaligen Stadtmauer von Enns steht ein Haus, das andere Stück begrenzt die Grünfläche vor dem ehemaligen Franziskanerkloster. | BDA-Hist.: Q37977101 Status: Bescheid Stand der BDA-Liste: 2025-06-30 Name: Teilstück der Stadtmauer GstNr.: 1310/3 City wall of Enns |
| ja   | Datei hochladen | Teilstück der Stadtmauer HERIS-ID: 37799 Objekt-ID: 37090                                                                                  | Stadtmauer, bei Ennsberg 8 Standort KG: Enns             | Am Abhang hinter den Häusern des Ennsbergs auf einem Privatgrundstück gelegen, ist dieses Stück der ehemaligen Stadtmauer nur von der Ferne zu sehen. | BDA-Hist.: Q37977103 Status: Bescheid Stand der BDA-Liste: 2025-06-30 Name: Teilstück der Stadtmauer GstNr.: 171/4 City wall of Enns |
| ja   | Datei hochladen | Teilstück der Stadtmauer HERIS-ID: 37802 Objekt-ID: 37093                                                                                  | Stadtmauer, bei Ennsberg 6 Standort KG: Enns             | Bei Bauarbeiten für einen Keller im Jahre 2012 stürzte dieses Teilstück ein. Es wurde nach Vorgaben des Bundesdenkmalamtes wieder aufgebaut. | BDA-Hist.: Q37977105 Status: Bescheid Stand der BDA-Liste: 2025-06-30 Name: Teilstück der Stadtmauer GstNr.: 171/6 City wall of Enns |
| ja   | Datei hochladen | Teilstück der Stadtmauer HERIS-ID: 37804 Objekt-ID: 37095                                                                                  | Stadtmauer, bei Reintalgasse 1 Standort KG: Enns         | Entlang der Stiegengasse vom Enns Berg (Gasse) hinauf zur Stadt befinden sich gut erhaltene Teile der ehemaligen Stadtmauer von Enns. | BDA-Hist.: Q37977110 Status: Bescheid Stand der BDA-Liste: 2025-06-30 Name: Teilstück der Stadtmauer GstNr.: 61 City wall of Enns |
| ja   | Datei hochladen | Teilstück der Stadtmauer HERIS-ID: 37806 Objekt-ID: 37097                                                                                  | Stadtmauer, bei Stiegengasse 12 Standort KG: Enns        | Entlang der Stiegengasse vom Enns Berg (Gasse) hinauf zur Stadt befinden sich gut erhaltene Teile der ehemaligen Stadtmauer von Enns. | BDA-Hist.: Q37977120 Status: Bescheid Stand der BDA-Liste: 2025-06-30 Name: Teilstück der Stadtmauer GstNr.: 63 City wall of Enns |
| ja   | Datei hochladen | Teilstück der Stadtmauer HERIS-ID: 37808 Objekt-ID: 37099                                                                                  | Stadtmauer, bei Kaltenbrunner-Gasse 14 Standort KG: Enns | An der nordwestlichen Seite der Stadt auf Privatgründen gelegen, hinter einer Bretterwand und hohen Fichten versteckt, sind diese Teile der ehemaligen Stadtmauer von der Säufzerallee aus nicht zu sehen. | BDA-Hist.: Q37977136 Status: Bescheid Stand der BDA-Liste: 2025-06-30 Name: Teilstück der Stadtmauer GstNr.: 9/1 City wall of Enns |
| ja   | Datei hochladen | Teilstück der Stadtmauer HERIS-ID: 37810 Objekt-ID: 37101                                                                                  | Stadtmauer Standort KG: Enns                             | Das bewachsene Teilstück der ehemaligen Stadtmauer von Enns war früher die Verbindung zu Frauentor. Das Frauentor wurde 1847 zusammen mit den anderen Stadttoren abgerissen. | BDA-Hist.: Q37977157 Status: Bescheid Stand der BDA-Liste: 2025-06-30 Name: Teilstück der Stadtmauer GstNr.: .204/2 City wall of Enns |
| ja   | Datei hochladen | Teilstück der Stadtmauer HERIS-ID: 37814 Objekt-ID: 37105                                                                                  | Stadtmauer Standort KG: Enns                             | Dieser gut sichtbare Abschnitt der ehemaligen Stadtmauer von Enns am Wiener Berg dient nur mehr als Grundstücksgrenze. | BDA-Hist.: Q37977199 Status: Bescheid Stand der BDA-Liste: 2025-06-30 Name: Teilstück der Stadtmauer GstNr.: 166/2 City wall of Enns |
| ja   | Datei hochladen | Teilstück der Stadtmauer HERIS-ID: 37812 Objekt-ID: 37103                                                                                  | Stadtmauer, bei Mauthausner Straße 5 Standort KG: Enns   | Auf einem privaten Grundstück gelegen, ist dieser Teil der ehemaligen Stadtmauer von Enns nicht öffentlich zugänglich. | BDA-Hist.: Q37977178 Status: Bescheid Stand der BDA-Liste: 2025-06-30 Name: Teilstück der Stadtmauer GstNr.: 2 City wall of Enns |
| ja   | Datei hochladen | Nordbereich Zivilstadt Lauriacum HERIS-ID: 112846seit 2022                                                                                 | Standort KG: Enns, Lorch                                 | Anmerkung: Koordinaten an der Grenze mehrerer Grundstücke | BDA-Hist.: Q112952227 Status: Bescheid Stand der BDA-Liste: 2025-06-30 Name: Nordbereich Zivilstadt Lauriacum GstNr.: 969/1, 973, 974/1, 975, 977, 979, 326/2, 1371/1, 974/2, 325/1, 325/2, 981/2, 986, 994/1, 995/1, 972/1, 14, 18, 10, 11, 308, 311, 353, 355/1, 357, 359, 354, 356, 358, 8/1, 9/1, 355/2, 1750/1, 1771, 324/1, 325/10, 12, 313/1, 314 |
| ja   | Datei hochladen | Vorfeld des römischen Legionslagers Lauriacum und Straße HERIS-ID: 60068seit 2024                                                          | Lorch Standort KG: Enns                                  | | BDA-Hist.: Q126122363 Status: Bescheid Stand der BDA-Liste: 2025-06-30 Name: Vorfeld des römischen Legionslagers Lauriacum und Straße GstNr.: 1103/7, 1105/5, 1105/4 |
| ja   | Datei hochladen | Neolithische Kreisgrabenanlage Ennsfeld HERIS-ID: 46454 Objekt-ID: 48500                                                                   | Flur Ennsfeld Standort KG: Hiesendorf                    | | BDA-Hist.: Q38021760 Status: Bescheid Stand der BDA-Liste: 2025-06-30 Name: Neolithische Kreisgrabenanlage Ennsfeld GstNr.: 111 |
| ja   | Datei hochladen | Bildstock HERIS-ID: 83054 Objekt-ID: 96920                                                                                                 | Kristein Standort KG: Kristein                           | Die toskanischen Säule mit Kapitell und der Tabernakel mit Kämpfer sind aus Granit. Der Sockel der Säule wurde bei einer Straßensanierung zugeschüttet. Den oberen Abschluss bildet ein getatztes Patriarchenkreuz auf einer Kugel und einem dachförmigen Sockel. | BDA-Hist.: Q38179735 Status: § 2a Stand der BDA-Liste: 2025-06-30 Name: Bildstock GstNr.: 612/6 |
| ja   | Datei hochladen | Siedlungsstelle der Urnenfelderkultur ASt Enns-West HERIS-ID: 111097 Objekt-ID: 128874                                                     | Flur Kristeiner Bach Standort KG: Kristein               | | BDA-Hist.: Q37821749 Status: § 9-Feststellung Bodendenkmal Stand der BDA-Liste: 2025-06-30 Name: Siedlungsstelle der Urnenfelderkultur ASt Enns-West GstNr.: 145/1, 128/2, 696, 692, 129/2, 127/2 |
| ja   | Datei hochladen | Lauriacum, Westrand der Zivilstadt und Gräberfeld Kristein HERIS-ID: 57608 Objekt-ID: 67827                                                | Wiener Straße Standort KG: Kristein                      | Im Westen reichte die Zivilstadt Lauriacums bis in das Gelände der ehemaligen Zuckerfabrik in Kristein. Hier fand man vor allem Reste von Wohnbauten, Gewerbebetrieben, sowie Gräber aus allen Zeiten der Besiedlung | BDA-Hist.: Q38077423 Status: Bescheid Stand der BDA-Liste: 2025-06-30 Name: Lauriacum, Westrand der Zivilstadt und Gräberfeld Kristein GstNr.: 674/1 |
| ja   | Datei hochladen | Lauriacum, Westrand der Zivilstadt und Gräberfeld Kristein HERIS-ID: 57609 Objekt-ID: 67828                                                | Wiener Straße Standort KG: Lorch                         | Da Zivilstadt, Canabae und auch das Legionslager von mehr als 20 Gräberfeldern umgeben waren, gibt es auch am Westrand zahlreiche Grabfunde. Entlang des Kristeinbaches wurden Gräber nachgewiesen, die bereits vor der Entstehung des Legionslagers angelegt wurde. | BDA-Hist.: Q38077433 Status: Bescheid Stand der BDA-Liste: 2025-06-30 Name: Lauriacum, Westrand der Zivilstadt und Gräberfeld Kristein GstNr.: 435/1 |
| ja   | Datei hochladen | Zivilstadt Lauriacum – Canabae legionis HERIS-ID: 112189 Objekt-ID: 130260                                                                 | Feldstraße/Mühlenstraße Standort KG: Lorch               | Vor der ehemaligen Porta principalis sinistra befand sich die Canabae legionis Nord. 1981 fanden Räubgräber hier 9 Silbergefäße die sich nun in der Sammlung des Museums Lauriacum befinden. | BDA-Hist.: Q37829319 Status: Bescheid Stand der BDA-Liste: 2025-06-30 Name: Zivilstadt Lauriacum – Canabae legionis GstNr.: 43/5, 343/6, 343/8, 343/9, 343/10,347, 349/1, 349/2, 349/4, 349/6, 351/1, 362/1, 362/4 |
| ja   | Datei hochladen | Kath. Pfarrkirche, Basilika hl. Laurenz HERIS-ID: 101194 Objekt-ID: 117508                                                                 | Basilikastraße Standort KG: Lorch                        | Im Inneren der gotischen Pfeilerbasilika können bedeutende Ergebnisse archäologischer Ausgrabungen besichtigt werden. In der Unterkirche geben die Heizungskanäle Zeugnis davon, dass schon in der Römerzeit Holz eine wichtige Bedeutung hatte. | BDA-Hist.: Q1262471 Status: § 2a Stand der BDA-Liste: 2025-06-30 Name: Kath. Pfarrkirche, Basilika hl. Laurenz GstNr.: .27 Sankt Laurenz (Lorch, Upper Austria) |
| ja   | Datei hochladen | Figurenbildstock HERIS-ID: 101186 Objekt-ID: 117500                                                                                        | Lauriacumstraße Standort KG: Lorch                       | Der mächtige gotische Tabernakelpfeiler aus dem 15. Jahrhundert besteht aus einem quadratischen Pfeiler mit maßwerkverzierten flachen Nischen auf einem profilierten Sockel, einem Tabernakelaufsatz mit wimpergbekrönten Bildnischen und einem hohen pyramidenförmigen Abschluss mit einer massiven Kreuzblume. | BDA-Hist.: Q37786912 Status: § 2a Stand der BDA-Liste: 2025-06-30 Name: Figurenbildstock GstNr.: 391/31 |
| ja   | Datei hochladen | Friedhof christlich mit Karner, Lichtsäule und Severinhaus HERIS-ID: 101195 Objekt-ID: 117509                                              | Lauriacumstraße 7 (Severinhaus) Standort KG: Lorch       | Der Karner von Lorch wurde um 1507 erbaut und hat ein rundes Untergeschoß. Der obere Stock ist achteckig, bekrönt von einem achteckigen Zeltdach. An der Südseite des Obergeschoßes ist eine barocke Ecce-Homo-Gruppe aus Terracotta angebracht. Die Lichtsäule am Rande des Friedhofs ist gotisch. | BDA-Hist.: Q37787039 Status: § 2a Stand der BDA-Liste: 2025-06-30 Name: Friedhof christlich mit Karner, Lichtsäule und Severinhaus GstNr.: 395, .25/2, .26, 391/31 Sankt Laurenz (Lorch, Upper Austria) - Ossuary |
| ja   | Datei hochladen | Zivilstadt Lauriacum, Baukomplex Lösselfeld HERIS-ID: 46104 Objekt-ID: 47762                                                               | Flur Lösselfeld Standort KG: Lorch                       | Vor der ehemaligen Porta principalis sinistra fand man die Fundamente und Reste eines Baukomplexes. Hier und auf den umliegenden Grundstücken befand sich einst die Canabae legionis Nord. | BDA-Hist.: Q38019242 Status: Bescheid Stand der BDA-Liste: 2025-06-30 Name: Zivilstadt Lauriacum, Baukomplex Lösselfeld GstNr.: 334, 335/13 |
| ja   | Datei hochladen | Gräberstraße „Laurenzifeld“ der römischen Zivilsiedlung HERIS-ID: 112854 Objekt-ID: 131079seit 2020                                        | Standort KG: Lorch                                       | | BDA-Hist.: Q105646826 Status: Bescheid Stand der BDA-Liste: 2025-06-30 Name: Gräberstraße „Laurenzifeld“ der römischen Zivilsiedlung GstNr.: 422/1 |
| ja   | Datei hochladen | Bildstock HERIS-ID: 83055 Objekt-ID: 96921                                                                                                 | Volkersdorf Standort KG: Volkersdorf                     | Die toskanischen Säule mit Kapitell und der Tabernakel mit Kämpfer sind aus Granit. Den oberen Abschluss bildet ein Patriarchenkreuz mit Kleeblattenden auf einer Kugel und einem dachförmigen Sockel. | BDA-Hist.: Q38179747 Status: § 2a Stand der BDA-Liste: 2025-06-30 Name: Bildstock GstNr.: 605/2 |

## Ehemalige Denkmäler
| Foto |                 | Denkmal                                                                                                  | Standort                                 | Beschreibung | Metadaten |
| ---- | --------------- | --- | ---------------------------------------- | --- | --- |
| ja   | Datei hochladen | Bürgerhaus, Leebhaus Objekt-ID: 68652bis 2015                                                            | Kaltenbrunner-Gasse 10 Standort KG: Enns | Das Leebhaus wurde 2015 abgerissen. Die mehrteilige Hausanlage aus der zweiten Hälfte des 18. Jahrhunderts bestand aus zwei rechtwinkelig zueinander stehenden Trakten. Der giebelständige Teil hatte ein Schopfwalmdach, der traufständige trug ein Satteldach. Die spätbarocke Fassade war durch Faschen mit leichtem Stuck gegliedert. An drei Fenstern im Obergeschoß des Hauptgebäudes befanden sich schmiedeeiserne Fensterkörbe. | BDA-Hist.: Q106661977 Status: Bescheid Stand der BDA-Liste: 2015-06-26 Name: Bürgerhaus, Leebhaus GstNr.: .11 Kaltenbrunner - Gasse 10 Leebhaus (Enns)                      |
| ja   | Datei hochladen | Teilstücke der Stadtmauer Objekt-ID: 37092bis 2014                                                       | Kaltenbrunner-Gasse 10 Standort KG: Enns | Die im Garten des Hauses Kaltenbrunnergasse 10 befindlichen Abschnitte der ehemaligen Stadtmauer wurden 2015 im Zuge der Umbauarbeiten an den Objekten mit den Hausnummern Kaltenbrunnergasse 8 und 10 planiert. | BDA-Hist.: Q106662024 Status: Bescheid Stand der BDA-Liste: 2014-06-27 Name: Teilstücke der Stadtmauer GstNr.: 7/1, .11 City wall of Enns                                   |
| ja   | Datei hochladen | Wohnhaus Objekt-ID: 117004bis 2014                                                                       | Pfarrgasse 17 Standort KG: Enns          | Das Haus Pfarrgasse 17 wurde 2015 abgerissen. | BDA-Hist.: Q106662038 Status: § 2a Stand der BDA-Liste: 2014-06-27 Name: Wohnhaus GstNr.: .109/1                                                                            |
| ja   | Datei hochladen | Ehem. Amtshaus (Schreibhaus) der ehem. Salzverladestelle Enghagen samt Kruzifix Objekt-ID: 42102bis 2016 | Enghagen 15 Standort KG: Enns            | Das Schreibhaus ist der Rest des Salzbeförderungsamtes in Enghagen. Das Haus war der Amtssitz des kaiserlichen Salzverwalters. Das am nordöstlichen Giebel angebrachte Kreuz stand vermutlich auf einer Brücke, die die Insel Spielberg mit dem Enghagener Ufer verband. Neben dem Kreuz ist ein Bild des hl. Johannes Nepomuk an die Wand gemalt.                                                                                      | BDA-Hist.: Q106662046 Status: Bescheid Stand der BDA-Liste: 2016-06-21 Name: Ehem. Amtshaus (Schreibhaus) der ehem. Salzverladestelle Enghagen samt Kruzifix GstNr.: .477/2 |
| ja   | Datei hochladen | Bürgerhaus, Grundnerhaus Objekt-ID: 67104bis 2016                                                        | Kaltenbrunner-Gasse 6 Standort KG: Enns  | | BDA-Hist.: Q106662050 Status: Bescheid Stand der BDA-Liste: 2016-06-21 Name: Bürgerhaus, Grundnerhaus GstNr.: .9/1                                                          |
| ja   | Datei hochladen | Spätrömisches Gräberfeld beim Bahnhof Objekt-ID: 72073bis 2016                                           | Lagerhausstraße 10 Standort KG: Lorch    | Rund um die Zivilstadt, so auch in der Nähe des heutigen Bahnhofs von Enns, gibt es zahlreiche Grabfunde. | BDA-Hist.: Q106662060 Status: Bescheid Stand der BDA-Liste: 2016-06-21 Name: Spätrömisches Gräberfeld beim Bahnhof GstNr.: 391/21, 415/3                                    |